# U2
Gli U2 sono un gruppo musicale rock alternativo irlandese formatosi a Dublino nel 1976.
Il gruppo è composto da Paul David Hewson, in arte Bono (cantante), David Howell Evans, in arte The Edge (chitarrista), Adam Clayton (bassista) e Larry Mullen (batterista).
Considerati una delle più grandi band musicali della storia, il loro nome è spesso visibile tra i sondaggi dei più grandi artisti di tutti i tempi. Essi, infatti, sono gli autori di alcune delle più famose ed importanti canzoni della storia, quali With or Without You, One, Where the Streets Have No Name, I Still Haven't Found What I'm Looking For, All I Want Is You, Bullet the Blue Sky, I Will Follow, Please, Bad, Angel of Harlem, One Tree Hill, New Year's Day, The Unforgettable Fire, Stay (Faraway, So Close!), Until the End of the World, The Fly, Sunday Bloody Sunday, Beautiful Day e Pride (In the Name of Love). Sono universalmente ritenuti ormai, dopo più di quarant'anni di attività, tra le più grandi celebrità musicali della storia.
Nel 2005, appena raggiunto il termine minimo dei 25 anni di carriera, sono stati introdotti nella Rock and Roll Hall of Fame.
Hanno venduto oltre 170 milioni di dischi, a cui si aggiungono le oltre 50 milioni di copie scaricate gratuitamente di Songs of Innocence, e sono la band ad aver ricevuto il maggior numero di Grammy Award, con 22 premi,, oltre ad aver vinto 2 Golden Globe e ottenuto 2 nomination ai Premi Oscar. Gli U2 possiedono primati che nessun altro gruppo ha raggiunto: sono l'unica band della storia della musica ad avere occupato la vetta statunitense della Billboard Chart per 4 decenni consecutivi e quella che possiede, davanti ai The Rolling Stones, il record mondiale di spettatori (7272046 in 110 date) e di incassi (736421584 $) per un tour musicale di una band con il loro U2 360º Tour. Alla fine del secondo decennio del XXI secolo, infine, risultano essere la band che, in 10 anni, ha guadagnato (tra live e album in studio) più di tutte, con cifre che superano il miliardo di dollari.
Fin dagli esordi, gli U2 si sono occupati della questione irlandese e del rispetto per i diritti civili, improntando su questi temi anche buona parte della loro attività artistica. Inoltre, gli U2 sono tra i pochi gruppi internazionali ad aver sempre mantenuto la propria formazione originale.

## Storia

### Gli inizi
Il 20 settembre 1976 il giovane Larry Mullen affigge nella bacheca della Mount Temple School, una scuola di Dublino, un messaggio per trovare giovani musicisti insieme ai quali formare una band. Rispondono Adam Clayton (famoso nella scuola per il suo atteggiamento spavaldo e da donnaiolo), David Howell Evans (The Edge), suo fratello Dick Evans e un ragazzo ribelle e trasgressivo dal nome Paul David Hewson (soprannominato Bono Vox dal suo amico Fionan Hanvey, che assomiglia al latino per "Buona Voce"). Il gruppo prende così il nome di Feedback.
Dopo quasi un anno passato a provare nella cucina della casa di Larry, nel 1977 i Feedback fanno la loro prima apparizione live proprio alla Mount Temple School, presentando alcune reinterpretazioni (Show Me the Way di Peter Frampton, Jumpin' Jack Flash dei Rolling Stones e Suffragette City di David Bowie). Dopo poco, il gruppo decide di cambiare il proprio nome in The Hype, ma i membri si trovarono d'accordo nell'affermare che tre chitarristi erano fin troppi e che un gruppo di quattro rendeva molto di più. Dalla formazione esce quindi Dick Evans (che crea insieme ad altri i Virgin Prunes); nasce così la formazione definitiva.
Il nuovo nome "U2" sembra sia stato suggerito dal cantante dei The Radiators Steve Averill, ispirato al celebre aereo-spia americano che fu abbattuto il 1º maggio 1960 mentre era in missione di spionaggio sull'Unione Sovietica. Era, inoltre, interessante per l'ambiguità che nascondeva: poteva essere inteso col significato sia di you too (anche tu), che di you two (voi due). Pare che, indecisi se mantenere il vecchio nome o abbracciare il nuovo, il gruppo abbia rimesso la scelta al pubblico di un proprio concerto per alzata di mano, e che questo abbia preferito il nuovo.
Un'altra possibile origine del nome della band irlandese potrebbe essere legata ad una linea della metropolitana di Berlino, la U2 appunto. Le linee della metropolitana berlinese prendono infatti il nome dalla metro (U-Bahn) seguita dal numero della linea. La linea U2 è una delle più famose e con richiami storici importanti; la linea U2 infatti corre da Pankow a Ruhleben, attraversando stazioni e parti di città importanti come l'Olympia stadion, Zoo station, Potsdamer Platz e Alexanderplatz; andando quindi, nel periodo del muro, dalla parte ovest della città a quella est. L'attenzione della band per la metropoli tedesca è inoltre sottolineata dagli album Achtung Baby e Zooropa. In particolare per l'album Achtung Baby viene scelta Berlino per la registrazione dell'album, la città dove si è aperto un nuovo mondo dopo la caduta del muro.
La band partecipa così ad un concorso a Limerick, vincendo la possibilità di registrare un demo con la casa discografica CBS. Sempre in questo periodo, durante un concerto al Project Arts Centre di Dublino, avviene un incontro fondamentale per la band: presentati dal giornalista di Hot Press Bill Graham, gli U2 conoscono Paul McGuinness, il quale diventa il manager del gruppo, posizione che ha ricoperto fino all'uscita di Songs of Innocence.
Verso la fine del 1978, gli U2 registrano il primo demo agli studi Keystone di Harcourt Street, contenente Street Mission, Shadows And Tall Trees e The Fool. Il disco impressiona favorevolmente i responsabili della CBS che decidono di pubblicare in 1 000 copie numerate il primo singolo degli U2, un EP, dal titolo U2 Three. Il disco contiene tre brani: Out of Control, Boy-Girl e Stories for Boys, registrati nel dicembre dello stesso anno. Le copie vengono esaurite in poche ore. Gli U2 cominciano ad essere una realtà, almeno a Dublino.
Nell'ottobre dello stesso anno gli U2 fanno anche il proprio esordio televisivo sul canale RTE suonando ben 9 pezzi.
Il 1979 è anche l'anno della prima tournée nei locali di Londra. L'anno seguente gli U2 intraprendono una tournée di circa un mese in Irlanda ed allo stesso tempo pubblicano a febbraio un nuovo singolo dal titolo Another Day. Paul McGuinness ottiene un contratto con la Island Records (la casa discografica di Bob Marley) per 100000 £, con le quali il gruppo può pubblicare il proprio secondo singolo dal titolo 11 O'Clock Tick Tock e ripartire per un tour in Gran Bretagna come spalla dei Fashion.
L'incontro con il produttore Steve Lillywhite, che collaborerà ai primi tre album del gruppo, segna la strada degli U2. Con Lillywhite la band pubblica un nuovo singolo dal titolo A Day Without Me, canzone scritta in onore di Ian Curtis, il cantante dei Joy Division, da poco suicidatosi.

### Boy,October,War: i primi successi

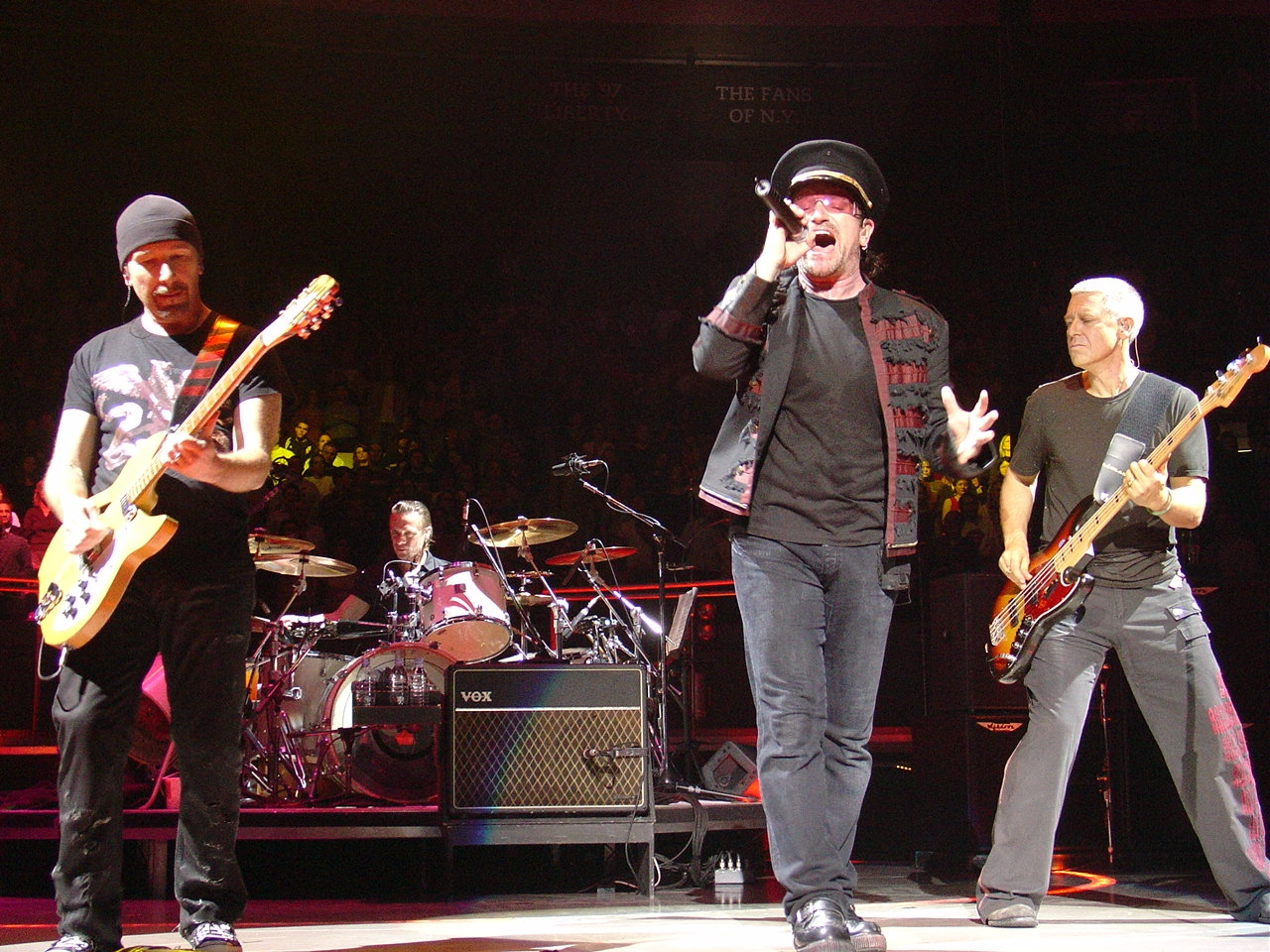
Gli U2 in concerto a New York nel 2005

La band pubblica il primo album, Boy, che esce nei negozi il 20 ottobre 1980. L'album è stato registrato durante l'estate nei Windmill Lane Studios di Dublino. Esce anche il nuovo singolo I Will Follow.
Gli U2 partono per il loro primo tour europeo che li porterà a suonare nei Paesi Bassi e Belgio. In seguito, su proposta del manager, il gruppo intraprenderà una tournée negli Stati Uniti, suonando in città come New York e Washington.
Il 1981 degli U2 inizia con una serie di concerti in Gran Bretagna, Svezia, Belgio, Paesi Bassi, Germania e Francia. Visto i buoni risultati delle vendite, l'album esce anche negli States, ma con una copertina diversa per scacciare le accuse di allusione alla pedofilia che aveva provocato nel continente americano. Per supportare l'album negli Stati Uniti, gli U2 intraprendono una nuova tournée, dove i quattro irlandesi riscuotono dei buoni risultati. Ormai gli U2 sono più famosi negli States che in Europa.
A giugno la band pubblica così un nuovo singolo, Fire, registrato in uno studio alle Bahamas durante il tour americano. A fine estate il gruppo torna quindi in Europa per registrare il suo secondo album e si esibisce come spalla dei Thin Lizzy al festival dello Slane Castle. Ad ottobre il secondo lavoro dei ragazzi è pronto e, preceduto di qualche giorno da un nuovo tour in Inghilterra, Paesi Bassi e Germania, esce il 12 col titolo di October. Raggiungerà l'undicesima posizione nelle classifiche UK. La prima traccia estratta dall'album sarà Gloria.
La band, quindi, riparte per un tour alla volta degli Stati Uniti. Nella seconda leg i quattro ragazzi irlandesi fanno un'importante conoscenza, a New Orleans infatti incontrano Anton Corbijn, il quale diventerà il curatore storico dell'immagine della band (copertine, video, ecc.).
A marzo viene pubblicato un nuovo singolo inedito, dal titolo A Celebration, che non appare in nessun album. Il gruppo torna quindi in Europa per una serie di concerti durante l'estate, che porterà gli U2 a fare da spalla ai Police.
Il 21 agosto Bono si sposa con Alison Stewart. Alle nozze, Adam fa da testimone a Bono. A fine anno, durante un'altra serie di concerti in giro per Europa, vengono presentati alcuni nuovi pezzi: tra questi la celeberrima Sunday Bloody Sunday, Surrender e New Year's Day, che anticipano l'uscita del terzo album.
Nel 1982 gli U2 iniziano la loro collaborazione con Willie Williams, che a partire da quella data progetterà tutti i loro palchi.
A gennaio del 1983 esce il singolo New Year's Day, che anticipa di qualche mese l'uscita del terzo album War, disponibile nei negozi a partire dal 28 febbraio.
Seguono poco dopo il secondo brano tratto dell'album, Two Hearts Beat as One, ed i concerti promozionali.
Il 5 giugno durante la data di Denver (a Red Rocks), in un suggestivo anfiteatro roccioso, viene registrato il video Under a Blood Red Sky. In estate poi la band torna in Europa e The Edge si sposa con Aislinn O'Sullivan. Infine gli U2 si esibiscono in Giappone e pubblicano il mini EP tratto dal video.

### The Unforgettable FireeThe Joshua Tree: il successo cresce

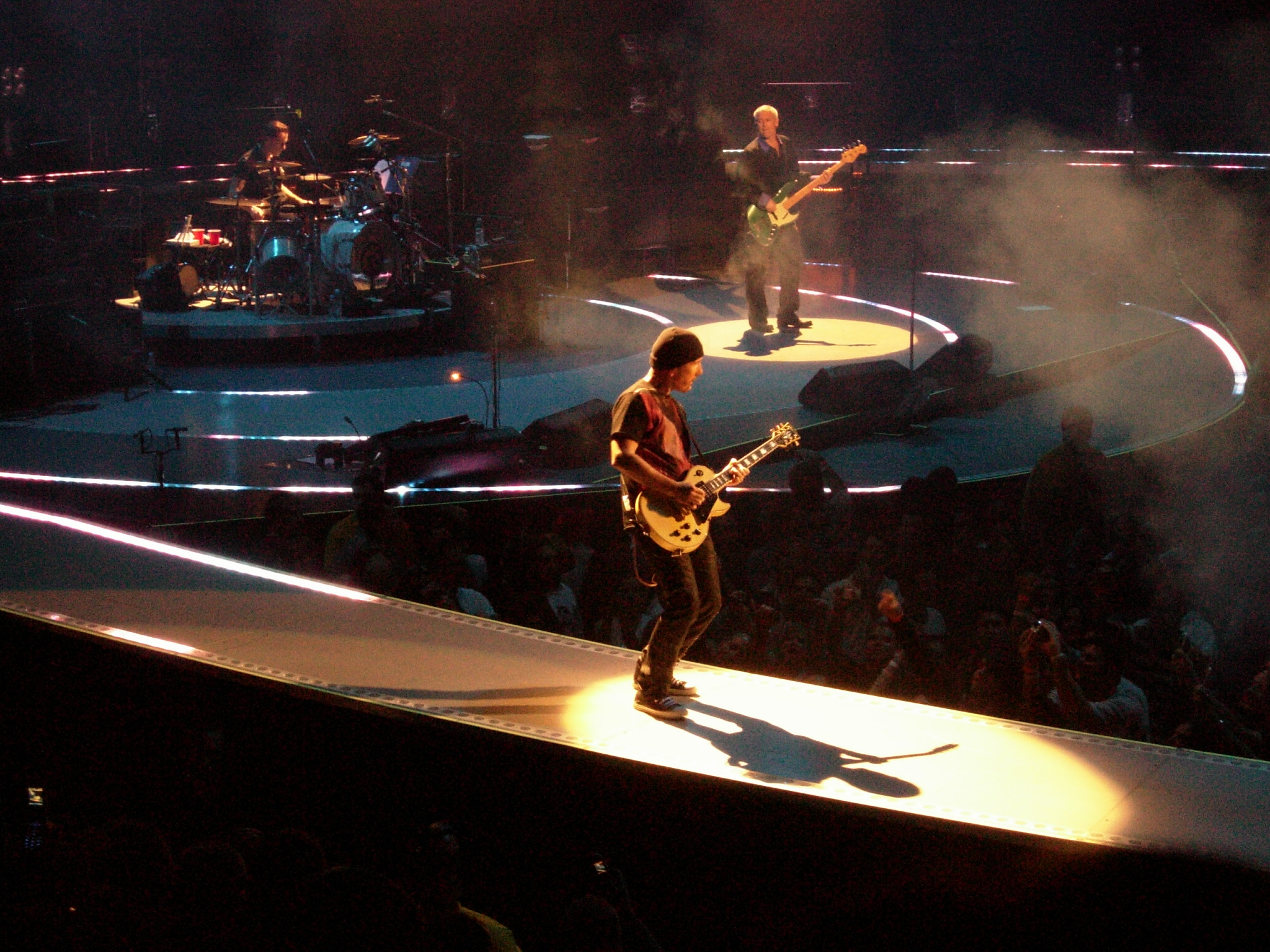
The Edge (in primo piano) e gli altri membri della band

Il 1984 si apre con un nuovo incontro che cambierà la storia degli U2. È quello con i produttori Brian Eno e Daniel Lanois, con i quali gli U2 si mettono al lavoro allo Slane Castle, per la registrazione di un nuovo album. Al termine del lavoro, la band effettua una serie di concerti in Nuova Zelanda ed Australia. Alla fine di questo tour viene pubblicato il primo singolo che anticiperà il nuovo disco: Pride (In the Name of Love). Il brano, scritto da Bono, è dedicato a Martin Luther King, e riesce a raggiungere il terzo posto nelle classifiche inglesi. Il 1º ottobre, poi, esce nei negozi il nuovo album dal titolo The Unforgettable Fire, che si piazza direttamente al primo posto nelle classifiche di vendita. Ormai gli U2 sono la rock band più promettente del mondo. Con l'uscita dell'album parte ancora una volta una nuova tournée chiamata The Unforgettable Fire Tour, durante la quale Bono ed Adam trovano il tempo di registrare assieme ad altri artisti il singolo Do They Know It's Christmas? per il progetto Band Aid a favore dei poveri in Etiopia.
Nello stesso periodo viene inoltre pubblicato, in formato VHS, The Unforgettable Collection, nel quale sono presenti i video tratti dall'album ed alcune riprese effettuate durante le registrazione allo Slane Castle.
La band, terminato il tour in Europa, riparte per una seconda volta per gli Stati Uniti, pubblicando anche il mini LP Wide Awake in America, che contiene 2 brani live e 2 inediti. Nel frattempo esce anche il singolo The Unforgettable Fire.
La consacrazione definitiva del gruppo giunge il 13 luglio: la band quel giorno partecipa al Live Aid, concerto che raccoglie tutti i più grandi artisti mondiali su 2 palchi a Londra e Filadelfia. I proventi raccolti vanno anche in questo caso nel progetto umanitario Band Aid. Durante la loro esibizione, gli U2 eseguono Sunday Bloody Sunday e Bad, con Bono che prolunga il secondo brano per oltre 12 minuti (dovendo rinunciare a eseguire Pride) per ballare con alcune ragazze del pubblico.
Entro la fine dell'anno Bono partecipa all'iniziativa umanitaria Sun City; si tratta di un album con vari artisti chiamati da Little Steven, chitarrista dalla celeberrima E Street Band, per svegliare le coscienze del mondo nella lotta contro l'apartheid in Sudafrica. Bono scrive per l'occasione il brano Silver and Gold.
Il 17 maggio 1986 gli U2 partecipano al "Self Aid", un concerto che si tiene a Dublino in solidarietà dei giovani irlandesi disoccupati. Partecipano inoltre a giugno assieme ad altri artisti (tra i quali Sting, Lou Reed, Joan Baez, Jackson Browne, Steven Van Zandt, Peter Gabriel, Bryan Adams) al Conspiracy of Hope Tour, composto da sei date negli Stati Uniti a sostegno di Amnesty International.
Il 3 luglio avviene un avvenimento tragico che influenzerà profondamente il quartetto: in un incidente stradale a Dublino muore alla guida della propria moto Greg Carroll, il roadie di Bono. Il giovane era ormai entrato in forte sintonia con tutta la band, che decide di dedicargli il futuro album, oltre ad un brano di tale opera, il cui titolo è One Tree Hill. Nel frattempo, Bono compie una visita in Nicaragua e in El Salvador (l'influenza di tale visita porterà alla scrittura del brano Mothers of the Disappeared), mentre Edge scrive la colonna sonora del film Captive e Larry suona nel brano Heroine di Sinéad O'Connor.
Il 9 marzo 1987 esce l'album The Joshua Tree, forse la loro opera più celebre, che porta i quattro irlandesi in cima alle vette delle classifiche di tutto il mondo. Alla fine saranno vendute più di 28,5 milioni di copie. Il singolo di lancio è With or Without You, terza traccia dell'album e ancora oggi uno dei loro brani di maggior successo.
Sempre a marzo la band registra il video per il nuovo singolo, Where the Streets Have No Name, a Los Angeles. Per l'occasione, la band si esibisce su un tetto sulla 7th Avenue, ma la polizia interrompe le riprese per l'eccessivo affollamento che ha bloccato alcuni incroci nevralgici della megalopoli. Il tutto viene immortalato in un videoclip.
Il Joshua Tree Tour parte da Tempe in Arizona e porterà gli U2 in tutto il mondo per ben 110 concerti.
A luglio e ad agosto vengono pubblicati rispettivamente i singoli I Still Haven't Found What I'm Looking For e Where the Streets Have No Name.
A settembre, dopo una breve pausa, la band torna in tour negli Stati Uniti e questa volta vengono filmati tutti i concerti per un futuro progetto discografico. Tra l'altro, ad Indianapolis, Los Angeles e Hampton gli U2 si presentano mascherati sul palco, fingendosi un gruppo spalla di nome The Dalton Brothers, suonando così all'insaputa del pubblico alcuni brani country.
L'11 novembre la band improvvisa un concerto per le strade di San Francisco con il titolo Save the Yuppies, e Bono con lo spray imbratta un monumento scrivendo la frase "Rock & roll stops the traffic", in considerazione del fatto che l'esibizione stesse creando seri problemi alla circolazione automobilistica. Bono sarà successivamente multato per questo atto.
Nel 1988 gli U2 cominciano a lavorare assieme al regista Phil Joanou sul materiale girato nell'ultima parte del The Joshua Tree Tour per la creazione di un film. In un deposito abbandonato di Dublino vengono registrati alcuni nuovi brani ed alcune interviste che faranno parte del lungometraggio. Il locale sarà successivamente acquistato dagli U2 e prenderà il nome di Point Depot.
A settembre il lavoro è finalmente finito e la band decide di pubblicare, assieme al film, anche un disco, anticipato dal singolo Desire. Il nuovo album, dal titolo Rattle and Hum, è nei negozi il 10 ottobre, mentre la prima del film avviene al cinema Savoy di Dublino il 27 dello stesso mese. La proiezione viene preceduta da un breve concerto acustico della band.
Il film è un viaggio in bianco e nero della band nella cultura americana attraverso il proprio tour, con varie canzoni nuove ed altri successi in versione live. Nello stesso mese, esce anche un omaggio a Woody Guthrie e Leadbelly dal titolo Folkway – A Vision Shared in cui gli U2 partecipano con Jesus Christ. Alla fine dell'anno viene pubblicato il nuovo singolo Angel of Harlem.
Ad aprile del 1989 esce un altro singolo, When Love Comes to Town, che si avvale della collaborazione di B.B. King, seguito da All I Want is You, il cui video diretto da Meiert Avis viene girato in parte nel borgo medievale di Ostia Antica (Roma) e in parte sulla spiaggia di Castel Porziano al lido di Ostia.
In agosto, Adam viene arrestato al Blue Light Pub di Glencullen perché in possesso di 19 g di marijuana. Successivamente verrà condannato al pagamento di 25000 £ sterline di multa.
Il 21 settembre la band torna in tour con il LoveTown Tour a cui partecipa anche B.B. King. In questo periodo il gruppo pare sofferente ed in crisi, ed iniziano a circolare anche voci di un possibile scioglimento. Si giunge così alla vigilia di Capodanno, dove gli U2 aspettano l'arrivo del 1990 suonando al Point Depot di Dublino in diretta mondiale.

### Achtung Baby,Zooropa: il nuovo sound
Nei primi mesi del 1990 i membri del gruppo si dedicano a iniziative personali, Bono e The Edge partecipano alla rappresentazione teatrale di Arancia meccanica a Londra, Adam collabora all'album dei Neville Brothers, Larry promuove un album country.
La band all'inizio dell'estate, si riunisce per registrare il nuovo album: viene scelta Berlino, la città dove si è aperto un nuovo mondo dopo la caduta del muro. Intanto, gli U2 partecipano alla compilation Red, Hot & Blue, i cui proventi sono devoluti alla lotta contro l'AIDS, con la reinterpretazione del brano di Cole Porter Night and Day, registrato proprio a Berlino e con il videoclip diretto da Wim Wenders.
Ai primi del 1991, durante la registrazione del nuovo album, vengono rubati i demo.
Durante la lavorazione della nuova fatica discografica sono emerse molte divergenze tra i componenti del gruppo. Bono e The Edge propongono di convertirsi ai nuovi suoni britannici, mentre Adam e Larry vogliono seguire la vecchia strada rock. Per una mediazione dei due stili è Brian Eno che riesce a mitigare le differenze emerse.
Il risultato è Achtung Baby, l'album del rinnovamento. La realizzazione del materiale fotografico del disco viene eseguito dal fotografo Anton Corbijn in Marocco. Anche l'immagine degli U2 sta cambiando.

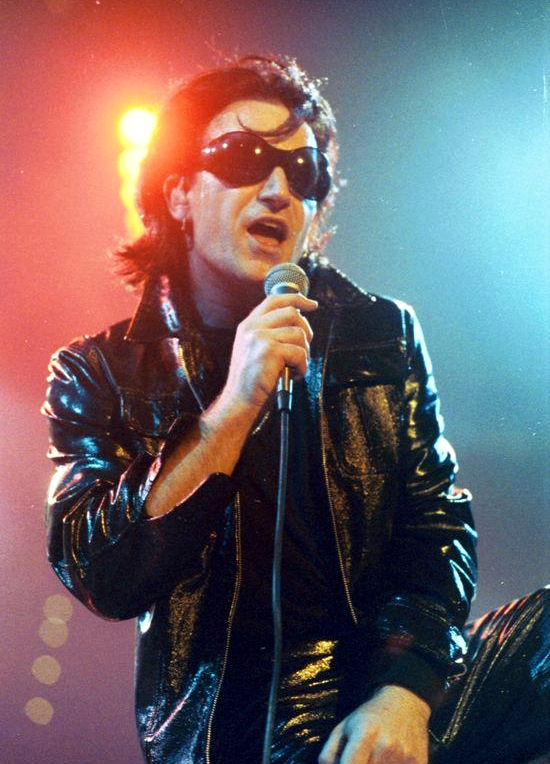
Bono nei panni di The Fly durante lo ZooTV Tour

A settembre vede la luce il primo attesissimo singolo: The Fly. Il video viene girato tra Dublino e Londra dal regista Ritchie Smith. Il cambiamento è forte, e molti fans sono letteralmente spiazzati. Bono ha abbandonato il gilet di pelle e si è creato un proprio personaggio ironico: Mr. The Fly, la rockstar per eccellenza, la figura che la band aveva tanto rifiutato nella prima parte di carriera.
Il 18 novembre è la data di uscita dell'album. Viene pubblicata anche una seconda traccia Mysterious Ways. Achtung Baby ha un ottimo riscontro di critica e pubblico; secondo la critica, con Achtung Baby gli U2 si sono saputi reinventare, senza dimenticare la propria origine, con ironia ed un nuovo sound. Le nuove sonorità introdotte si fondono perfettamente con il vecchio stile U2 e con la vena intimistica delle nuove liriche di Bono.
Nel gennaio del 1992 la band comincia a preparare a Dublino il nuovo tour. La scenografia viene affidata ad Eno e Peter Williams e si avvale di vari schermi giganti e di alcune Trabant artisticamente dipinte da Katherine Owens.
Il 29 febbraio, a Lakeland in Florida, parte lo ZooTV Tour, concepito in un primo momento per svolgersi in spazi chiusi e ristretti. Lo show poggia la sua base scenografica sui messaggi multimediali e sulle provocazioni, dove campeggia lo slogan Tutto quello che conosci è sbagliato. Nel corso del tour, ad ogni serata, Bono telefona in diretta a vari personaggi più o meno famosi del pianeta. Il più attaccato è il presidente degli Stati Uniti d'America per la questione Sarajevo. A marzo, inoltre, esce il singolo One, accompagnato da ben tre differenti versioni del video, di cui uno, in particolare, girato a Berlino in cui gli U2 sono vestiti da donne. A maggio il tour sbarca in Europa.
A giugno viene pubblicato il singolo Even Better Than the Real Thing. Per l'occasione la band improvvisa un concerto nella vetrina del negozio di abbigliamento Zoo in Carnaby Street a Londra.
Ad agosto, i quattro si recano in una piccola cittadina della Pennsylvania, Hershey, per le prove del nuovo tour, una versione da stadio del precedente ZooTv, denominata ZooTV outside broadcast. Il tour parte il 12 agosto negli Stati Uniti a East Rutherford per terminare in California il 14 novembre ad Anaheim. Seguono alcuni concerti in America Centrale.
Il 28 novembre viene trasmesso in mondovisione (Rai 1, in esclusiva per l'Italia, lo manda in onda in un'edizione speciale del programma Notte Rock, con circa un'ora e mezza di differita) uno spettacolo televisivo intitolato ZooTV Special diretto da Brian Eno e Kevin Godley: si tratta di un'esibizione in diretta da Dublino del gruppo irlandese, alternata da immagini tratte dal loro recente tour, mescolate con altre prese dalle TV di tutto il mondo.
All'inizio del 1993 Paul McGuinness conferma che gli U2 stanno lavorando in studio a Dublino ad alcuni pezzi per un eventuale mini-LP. L'8 maggio, intanto, riparte lo ZooTv Tour negli stadi di tutta Europa.
In luglio viene pubblicato il nuovo album Zooropa che, contrariamente a quanto dichiarato precedentemente, è un vero e proprio album con 10 pezzi.
Con questo disco la band si spinge ancora più in là in territori inesplorati, oltre anche Achtung Baby. Il tour procede intanto con la presenza di uno strano personaggio che si aggira verso il finale dei concerti sul palco: Mister MacPhisto. Bono si è infatti creato questo alter ego che durante i concerti incarna l'icona della vecchia rock star, consumata dagli eccessi del rock'n'roll.
Ad agosto esce il singolo Lemon, mentre sempre a fine mese il concerto a Dublino viene trasmesso in diretta mondiale radiofonica. Il mese seguente è la volta di Stay (Faraway, So Close!), che farà parte insieme a The Wanderer della colonna sonora del film Così lontano così vicino di Wim Wenders. Il singolo (una sorta di doppio singolo, in effetti) contiene anche I've Got You Under My Skin, vecchia canzone scritta da Cole Porter per Frank Sinatra, in cui Bono duetta con The Voice; il brano figura anche nell'album Duets.
Lo ZooTv Tour si conclude in novembre/dicembre con la quinta leg in Australia, Nuova Zelanda e Giappone, la cui parte oceanica viene ribattezzata Zoomerang. Di questa serie di concerti merita essere menzionata la seconda delle due esibizioni consecutive a Sydney (Sabato 27 novembre) che viene trasmessa in diretta televisiva mondiale (Videomusic ottiene l'esclusiva per l'Italia): da un'ampia sintesi delle riprese verrà poi realizzata una VHS intitolata Zoo TV: Live from Sydney.
Dopo le fatiche di 2 anni di tour e 2 dischi, la band decide di prendersi un anno di riposo. Bono pubblica comunque un duetto assieme a Gavin Friday che farà da colonna sonora per il film In the Name of the Father. A marzo del 1994 viene inoltre pubblicata la videocassetta del concerto registrato a Sydney.
A luglio del 1995 esce il singolo Hold Me, Thrill Me, Kiss Me, Kill Me che farà parte della colonna sonora del film Batman Forever, la band inoltre realizza insieme ad Eno il progetto dal nome Passengers: Original Soundtracks 1.
Il 12 settembre Bono, The Edge ed Eno partecipano al Pavarotti International presentando in anteprima la nuova Miss Sarajevo.
Il 6 novembre, invece, esce l'album Passengers: Original Soundtracks 1, dove per Passengers si intendono gli U2 assieme a Eno, Luciano Pavarotti ed Howie B. L'album è molto influenzato dalle idee di Eno, e la band ha più volte dichiarato che vi hanno trovato posto molte canzoni che non sarebbero mai comparse in un album degli U2.
Nel 1996 Larry e Adam si mettono in mostra per il rifacimento del tema del film di Brian De Palma con Tom Cruise, Mission: Impossible, mentre Bono continua a scrivere la sceneggiatura per il film The Million Dollar Hotel.

### Pop: la svolta elettronica
Il gruppo comincia a pensare al nuovo lavoro, per il quale decide di affidarsi a Howie B, tentando la via della sperimentazione su una strada ancora mai affrontata dalla band. Il divorzio da Eno è comunque qualcosa che sarà destinato ad influenzare fortemente il sound degli U2.
L'11 febbraio 1997, dopo mesi trascorsi in studio a Dublino, esce il nuovo singolo Discothèque, mentre il video viene trasmesso in anteprima da MTV. Molti fan rimangono scioccati da questo lavoro dance della band e dal look da Village People adottato dai 4 ragazzi nel video della canzone.
La conferenza stampa di presentazione avviene al K-Mart di New York in cui, oltre ad esibirsi in alcuni brani, vengono svelati i piani degli U2. Il 3 marzo esce in tutto il mondo il nuovo album Pop. Nel disco la band ha ormai estremizzato le sonorità chemical e dance di Howie B.
Il 15 aprile viene pubblicato il secondo estratto dall'album: Staring at the Sun, che raggiunge la posizione tre della UK Singles Chart e la numero uno della US Modern Rock Chart e in Canada.

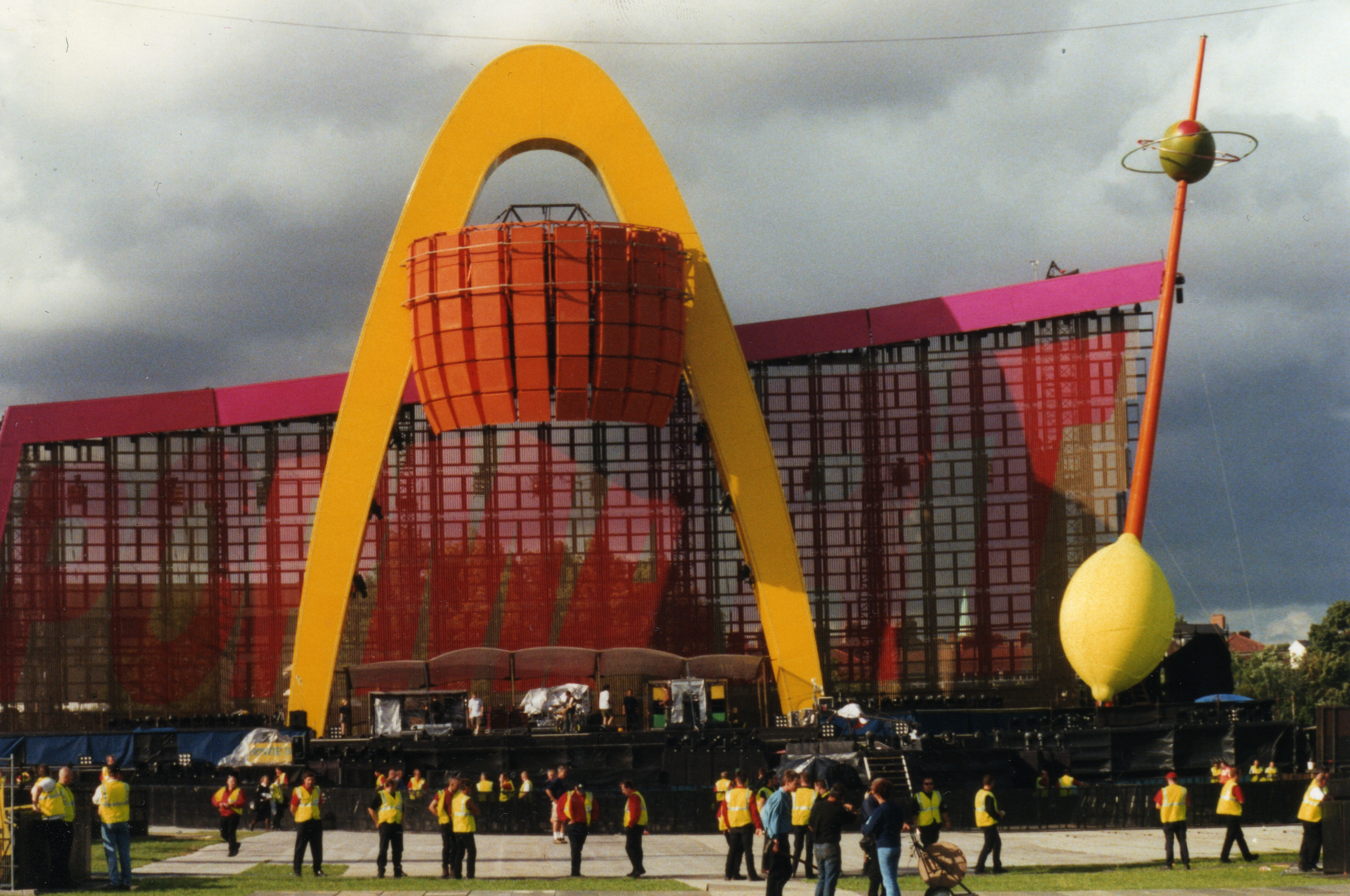
L'enorme palco del PopMart Tour

Gli U2 cominciano così a lavorare al tour, che parte da Las Vegas. Il PopMart Tour è mastodontico. Il palco è composto da uno schermo di 50 metri per 17, con 21 000 schede di circuiti, un arco dorato alto 30 metri, un'oliva illuminata di 4 metri impalata su uno stuzzicadenti di 30 metri. E ancora 1 000 riflettori, una pedana da ballo in plexiglas, un limone motorizzato di 12 metri che si trasforma in una palla di specchi da discoteca ed oltre 100 luci stroboscopiche. Lo scopo è quello di ironizzare sul concetto del kitsch e del prodotto da supermarket, di carente qualità e dall'utilizzo immediato. Il risultato, non essendo all'altezza delle aspettative, costringe la band ad intervenire riprendendo in mano molti brani contenuti nell'album, smussandone le sonorità più techno in altre più consone allo stile U2.
Nel giugno 1997, gli U2 a New York partecipano al Tibetan Freedom Concert per sostenere l'indipendenza del Tibet dalla Repubblica Popolare Cinese. Per l'occasione la band suonò One, Gone, Please, Until the End of the World, Mysterious Ways.
Il 23 settembre, poi, finalmente Bono corona un sogno rincorso negli ultimi 5 anni: il PopMart infatti sbarca a Sarajevo e, pur se sotto il tiro dei cecchini, ci sono 45 000 spettatori.
L'8 dicembre viene pubblicato il singolo If God Will Send His Angels, che viene incluso nella colonna sonora del film City of Angels.
Nei primi 3 mesi del 1998 si conclude il PopMart Tour con concerti in America del Sud ed Australia. A questo punto la band decide di prendersi del tempo libero. Ma verso fine anno, viene pubblicato il primo The Best of, che comprende i maggiori successi dal 1980 al 1990, ed a cui partecipano nuovamente Eno e Lanois. Dal best viene estratto il singolo Sweetest Thing, il cui video viene girato per le strade di Dublino ed alle cui riprese partecipa anche la moglie di Bono, Ali, a cui è dedicata la canzone. In effetti il pezzo è una lato B degli anni ottanta (per la precisione di Where the Streets Have No Name), riveduta e corretta. Allo stesso tempo, il gruppo torna in studio per cominciare i lavori che porteranno al nuovo album. Alla fine verranno vendute più di 18 milioni di copie in tutto il mondo.

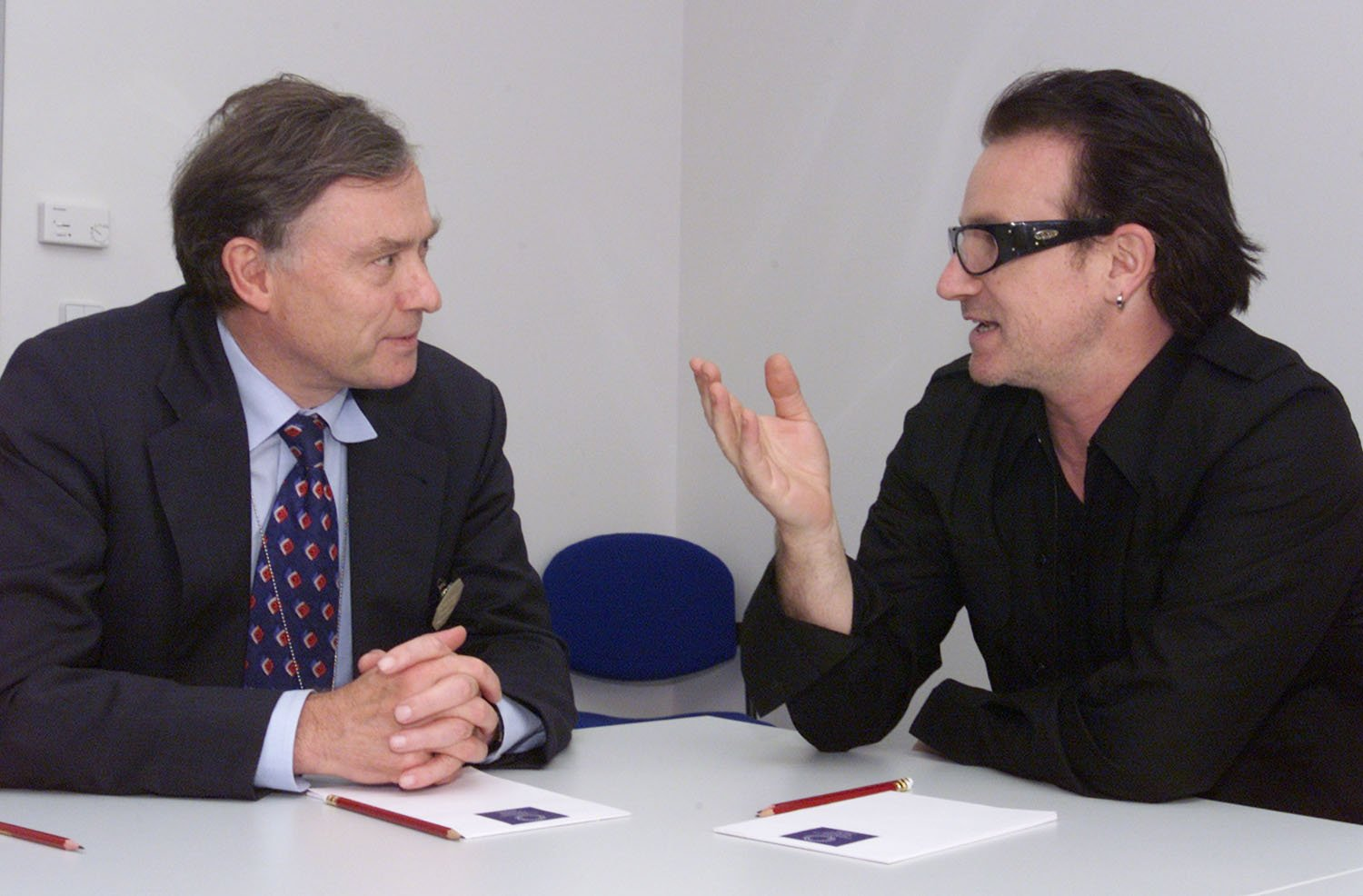
Bono con il presidente del Fondo monetario internazionale Horst Köhler nel 2000

Nel 1999 Bono entra a far parte del movimento Jubilee 2000, che ha come scopo principale della propria attività quello di sensibilizzare i governi occidentali affinché azzerino i debiti dei Paesi del terzo mondo e dando così la possibilità a questi ultimi di poter crescere economicamente. L'attenzione di Bono per il problema è quasi maniacale, e porta il cantante a girare tutto il mondo ed a discutere con molti Capi di Stato e di governo, oltre a non perdersi neanche una riunione del Fondo Monetario Internazionale. Per questa sua attività Bono viene anche preso in considerazione per l'assegnazione del Nobel per la pace, e si trova ad incontrare il Papa al Vaticano: il 23 settembre il cantante è ricevuto con la sua delegazione da Giovanni Paolo II, a cui sussurra: «Lei è un grande uomo dello spettacolo» e regala al Papa un libro di poesie e i suoi celebri occhiali da sole neri che il Pontefice non esita a indossare. Il Papa a sua volta dona a Bono un crocifisso. Tutto questo porta inevitabilmente a dilatare i tempi di realizzazione del nuovo album, anche perché la band è impegnata nel completare la colonna sonora di The Million Dollar Hotel, film scritto dallo stesso Bono e diretto da Wim Wenders che sarebbe uscito di lì a poco.

### Il nuovo millennio
Il 2000 si apre con la band che sta ormai ultimando i lavori che porteranno all'uscita del nuovo disco. A gennaio Bono partecipa alla prima del film The Million Dollar Hotel a Sarajevo. Il 26 febbraio Bono e The Edge si presentano a Sanremo ed eseguono in versione acustica prima All I Want Is You e quindi The Ground Beneath Her Feet, canzone il cui testo è stato scritto dallo scrittore Salman Rushdie. Nel mese seguente il gruppo, insieme a Mc Guinness, riceve a Dublino lo storico premio "Freedom of the City" davanti a 70000 dublinesi.
Il quartetto, intanto, prosegue nella preparazione del nuovo lavoro discografico: a Parigi viene effettuata la registrazione per il video del primo singolo Beautiful Day. Il 30 ottobre vedrà la luce l'album All That You Can't Leave Behind, il cui titolo riprende un verso di Walk On. Prima di questa data, però, la band si esibisce in vari pezzi live in molte occasioni: a Top of the Pops, sul tetto del Clarence Hotel, al Manray di Parigi, negli studi della BBC a Londra e a Los Angeles. Altre apparizioni seguiranno dopo l'uscita del nuovo CD, come agli MTV European Music Awards di Stoccolma, a Rio de Janeiro. Si comincia ormai a parlare di un nuovo tour mondiale, la band intanto si esibisce a dicembre in un miniconcerto all'Irving Plaza di New York.
A gennaio 2001 esce il nuovo singolo Stuck in a Moment You Can't Get Out Of, mentre in diretta web il quartetto annuncia l'inizio di un nuovo tour che partirà dagli Stati Uniti e si svolgerà in piccole arene. In febbraio gli U2 ricevono inoltre 3 Grammy Awards per il nuovo album e pubblicano il singolo Walk On per solo il mercato canadese.
Il 24 marzo inizia l'Elevation Tour da Miami, tournée che porterà la band in giro per gli Stati Uniti con un successo incredibile di pubblico. Bono riuscirà anche a trovare il tempo di partecipare alla colonna sonora del film Moulin Rouge!. Viene in seguito pubblicato il singolo Elevation, mentre gli U2 approdano in Europa con il nuovo tour.
Ad agosto muore il padre di Bono, Bob Hewson, malato da lungo tempo. Nella stessa sera, Bono decide di non annullare il concerto previsto a Londra, dedicando al padre il pezzo Kite. Alla fine del mese la band si esibisce in un appuntamento storico, ritornando dopo 20 anni allo Slane Castle, due concerti da 80 000 persone a serata. Il successo di prevendite è talmente grande che gli U2 decidono di replicare il 1º settembre, concludendo così la serie di concerti in Europa.
Il 10 ottobre, dopo alcuni dubbi per i gravi fatti accaduti l'11 settembre a New York, i quattro irlandesi decidono di riprendere il tour nuovamente negli States. Gli U2 saranno così la prima band ad avere il coraggio di tornare a esibirsi negli Stati Uniti dopo gli attentati alle Torri Gemelle. Saranno date inevitabilmente molto influenzate da questi fatti, come quelle sentitissime al Madison Square Garden di New York. Prosegue intanto la promozione dell'album con l'uscita del singolo Walk On e del DVD Elevation 2001: U2 Live from Boston.

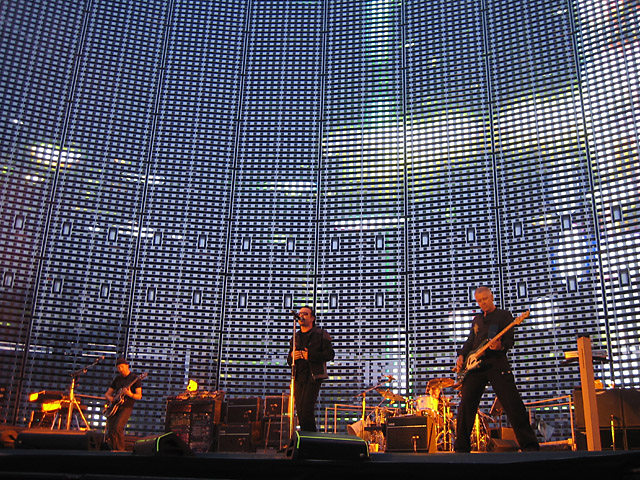
U2 in concerto a Bruxelles nel 2005

A febbraio 2002 la band si esibisce al XXXVI Superbowl (performance votata come "migliore esibizione nella storia degli show in un Superbowl"), mentre il mese successivo vince quattro Grammy Awards a Los Angeles. Intanto il tour volge al termine, e il previsto ritorno in Europa viene inspiegabilmente annullato. Bono riprende a pieno regime la propria attività a favore dei Paesi del Terzo Mondo, incontrando il presidente George W. Bush alla Casa Bianca e recandosi in Africa assieme al segretario di Stato americano Paul O'Neil.
Frattanto il gruppo irlandese ha ultimato le registrazioni di un nuovo brano, The Hands That Built America, che sarà contenuto nel successivo disco oltre che nella colonna sonora del film Gangs of New York di Martin Scorsese. A novembre è ormai pronto il The Best Of 1990/2000 che viene preceduto dal single Electrical Storm, il cui video è girato sulla spiaggia di Nice nei pressi della casa di Bono.
Il 2003 si apre con The Hands That Built America che vince i Golden Globe, ma fallisce l'assalto all'Oscar, vinto da un brano di Eminem.
Gli U2, inoltre, partecipano al disco tributo ai Ramones We're a Happy Family con il pezzo Beat on the Brat.
A maggio, Bono partecipa per la seconda volta al Pavarotti & Friends, eseguendo One, Miserere con Zucchero Fornaciari e una toccante Ave Maria.
A fine anno, poi, un regalo aspetta i fan nei negozi, l'uscita del DVD U2 Go Home - Live from Slane Castle Ireland che immortala una delle performance live migliori della band. Intanto il gruppo è al lavoro a Dublino per l'uscita del nuovo disco prevista nel 2004.
Nei primi mesi del 2004 Bono continua i propri viaggi attraverso il mondo per sostenere la campagna a favore dei Paesi africani, mentre a marzo si registra la pubblicazione del libro per bambini Peter & the Wolf curata proprio dallo stesso Bono assieme all'amico di sempre, Gavin Friday.
In estate il nuovo album è completato. Viene anche girato in Spagna il videoclip di quello che sarà il primo singolo estratto: Vertigo. Il brano viene presentato il 24 settembre durante una registrazione della trasmissione televisiva Top of the Pops.
L'uscita ufficiale dell'album How to Dismantle an Atomic Bomb avviene il 22 novembre, ma già da oltre un mese l'album era reperibile in versione definitiva attraverso i canali di Internet. La diffusione sul web non frena comunque il successo di vendite: con quest'opera gli U2 si confermano tra i gruppi rock più amati nel mondo.
Lo stesso giorno di uscita dell'album, la band si trova a New York e passa la giornata su un camion per le strade della metropoli, esibendosi e incontrando i fan, fino a giungere al tardo pomeriggio sotto il ponte di Brooklyn per un miniconcerto in cui viene presentato al pubblico il nuovo CD.

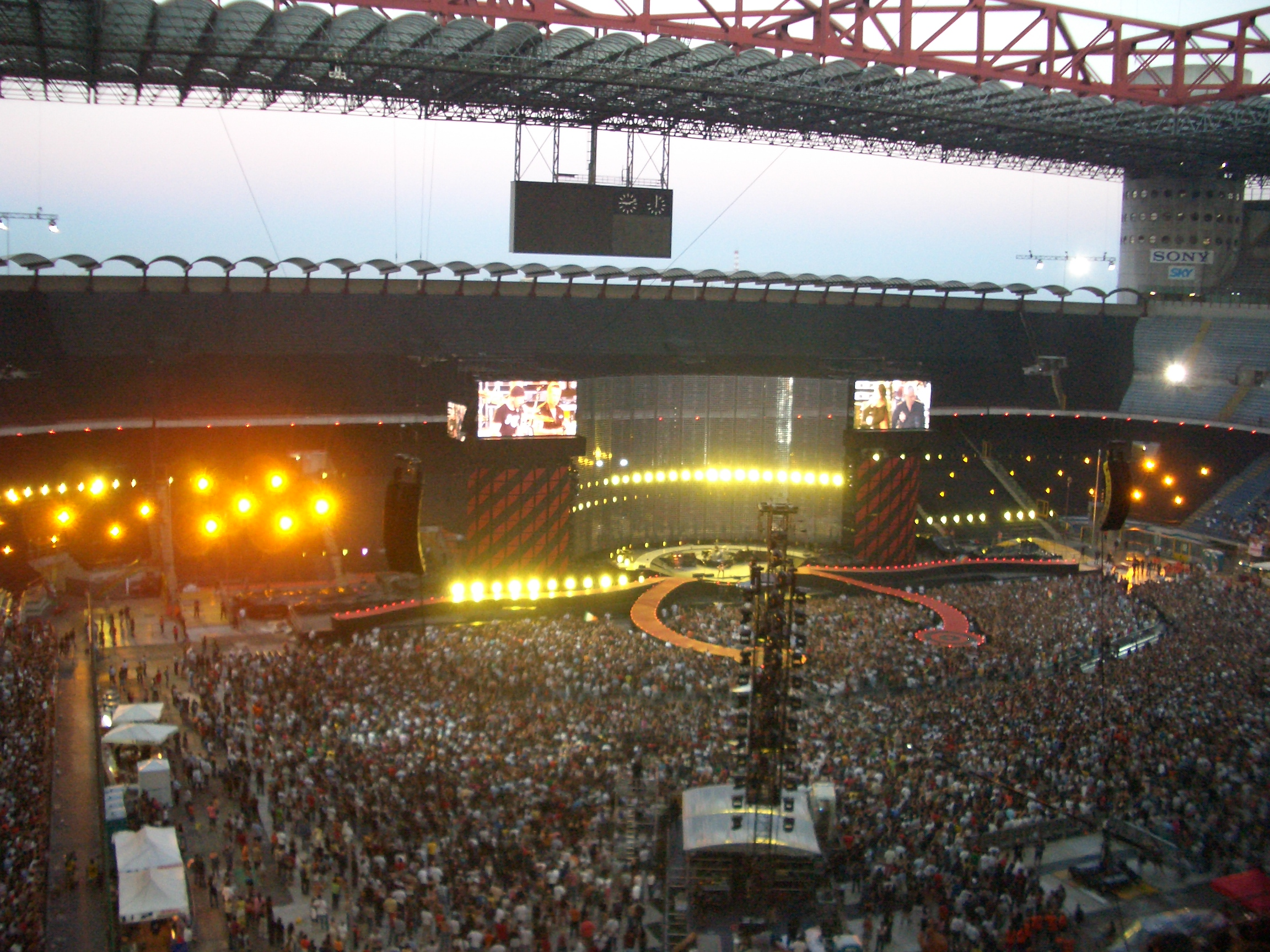
Concerto del 21 luglio 2005 a Milano (San Siro)

Il 2005 inizia con l'annuncio delle date del nuovo Vertigo Tour, che partirà dagli States per poi trasferirsi in Europa. Intanto a febbraio la band si aggiudica 3 premi Grammy per la sola Vertigo, l'unico brano candidabile di How To Dismantle An Atomic Bomb (l'album era infatti uscito dopo i termini stabiliti per la candidatura), nelle categorie "Best Rock Performance By A Duo Or Group With Vocal", "Best Rock Song (Songwriters Award)" e "Best Short Form Music Video".
Il gruppo irlandese, però, riceve un altro prestigioso riconoscimento: il 14 marzo viene infatti introdotto nella Rock & Roll Hall of Fame; l'onore della presentazione della band spetta a Bruce Springsteen, il quale ha così modo di rendere il piacere a Bono (che, alcuni anni prima, aveva omaggiato il Boss per il medesimo riconoscimento). Per l'occasione la band si esibisce in 4 brani, tra cui I Still Haven't Found What I'm Looking For proprio assieme al Boss.
La prima data del tour è il 28 marzo in quel di San Diego. Si tratta di un tour che farà segnare numerosi record di presenze e di vendite dei tagliandi (spesso "polverizzati" nel giro di poche ore). In Europa gli U2 giungono il 10 giugno con l'esordio a Bruxelles. Con una breve pausa di questo tour, la band partecipa il 2 luglio al Live8 esibendosi in tre brani all'Hyde Park di Londra. A Bono e compagni spetta addirittura l'onore di aprire il mega evento esibendosi assieme a Paul McCartney in Sgt. Pepper's Lonely Hearts Club Band. La seconda parte della tournée termina ad agosto, nello stesso mese in cui Bono realizza la canzone Don't Come Knocking assieme ad Andrea Corr per la colonna sonora del futuro film di Wim Wenders. Una terza leg del tour si concluderà poi a Portland. Nel complesso, il 2005 ha quindi visto la band esibirsi live per ben 110 volte. L'11 novembre esce infine sul mercato il DVD U2 Vertigo 05 Live from Chicago.
Il 2006 si apre con la consegna, avvenuta l'8 febbraio in quel di Los Angeles di 5 Grammy Awards, che vanno a sommarsi ai 3 premi già ricevuti l'anno precedente (per il singolo Vertigo). Nella kermesse americana la band si aggiudica il premio in tutte e cinque le categorie cui partecipava, tra cui "miglior album dell'anno", "migliore rock album" e "migliore canzone dell'anno" con il singolo Sometimes You Can't Make It On Your Own che Bono ha scritto in memoria del padre da poco scomparso.
La band si esibisce per l'occasione in due brani live: Vertigo e One, quest'ultimo in una vibrante versione cantata da Bono in duetto con Mary J. Blige. Tale versione, pubblicata poi come singolo dalla Blige stessa, resterà al top delle classifiche americane ed europee per molti mesi, segnando anche numerosi nuovi record tra le canzoni più "scaricate" dal web.
Riparte poi il Vertigo Tour, che torna tra l'entusiasmo generale in Sud America, dove la band non si esibiva da quasi 10 anni. Al momento però di spostarsi poi in Australia e Giappone, il tour viene sospeso per problemi privati della band. Bono approfitta di tale pausa e, a maggio, compie un nuovo viaggio in Africa allo scopo di controllare i progressi compiuti dal suo lavoro in favore di questi popoli.
Al ritorno da questo viaggio, la band comincia a lavorare per un nuovo album (previsto in uscita nel 2007), mentre vengono anche annunciate le date del Vertigo Tour precedentemente sospese per Australia, Nuova Zelanda, Giappone ed Hawaii (si svolgeranno nel periodo tra novembre e dicembre).
A settembre esce il DVD Zoo TV: Live from Sydney rimasterizzazione dell'omonima VHS pubblicata nel 1994, mentre nello stesso mese viene pubblicata la biografia ufficiale e completa U2 by U2 scritta, in parte, dagli stessi U2.

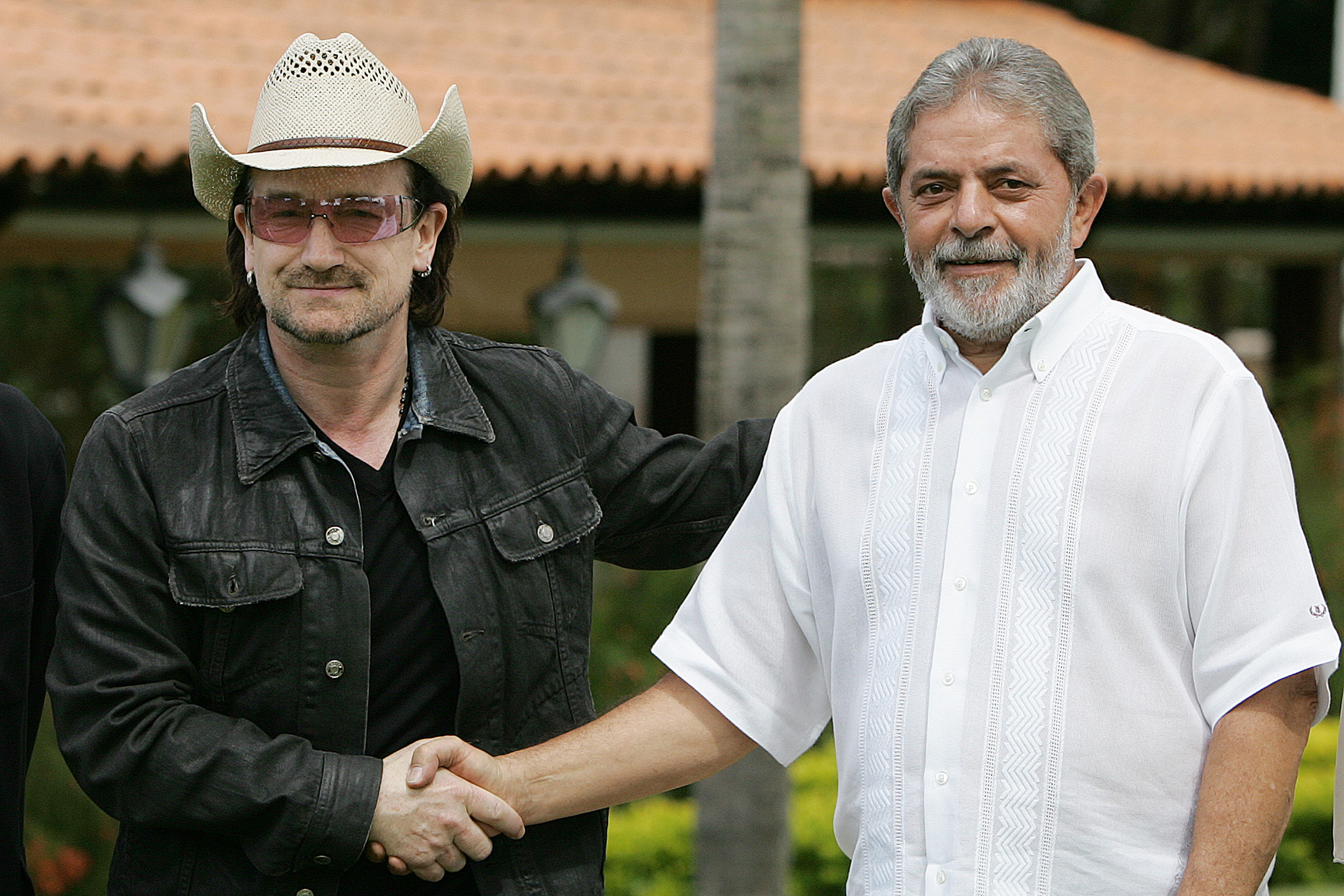
Bono con il presidente del Brasile Luiz Inácio Lula da Silva nel 2006

### Il duetto con i Green Day e la raccoltaU218 Singles
Nel frattempo i lavori sul nuovo materiale proseguono e la band, nelle prime settimane di settembre, si sposta a Londra per chiudersi nei mitici Abbey Road Studios assieme al produttore Rick Rubin; qui avviano la collaborazione con i Green Day per l'incisione di The Saints Are Coming, un vecchio successo del 1978 dei The Skids, i cui ricavati vengono devoluti in beneficenza alle popolazioni colpite dalla disastrosa alluvione di New Orleans dell'agosto 2005. Le due band si esibiranno poi, live, il 25 settembre, proprio a New Orleans.
Il brano, oltre a uscire come singolo, fa parte anche di U218 Singles, un "greatest hits" pubblicato a novembre. Si tratta di un album che contiene 18 canzoni, 16 tra le più note della Band, più due inediti di cui uno è proprio The Saints Are Coming e l'altro Window in the Skies. Nella versione deluxe l'album contiene anche un DVD Live con 10 canzoni tratte dal concerto del 21 luglio 2005 a Milano del Vertigo Tour.
Alla fine del 2006, come annunciato, riprende il via il Vertigo Tour precedentemente sospeso, con il recupero delle date in Australia, Nuova Zelanda, Giappone. L'appuntamento finale è quello del concerto di Honolulu il 9 dicembre.
All'inizio del 2007 Bono viene nominato dalla regina Elisabetta cavaliere in virtù dei meriti in campo musicale nonché del suo impegno a favore delle cause umanitarie. Tuttavia il cantante irlandese non potrà fregiarsi del titolo di Sir, in quanto riservato ai soli cittadini inglesi.
Il 19 maggio, la band al gran completo presenta a Cannes, durante il Festival Cinematografico, la première mondiale del nuovo film U2 3D, le cui riprese sono state effettuate durante le tappe sudamericane del Vertigo Tour, sfruttano la tecnologia IMAX. Nell'occasione, gli U2 si esibiscono in una performance live e suonano due brani: Vertigo e Where the Streets Have No Name.

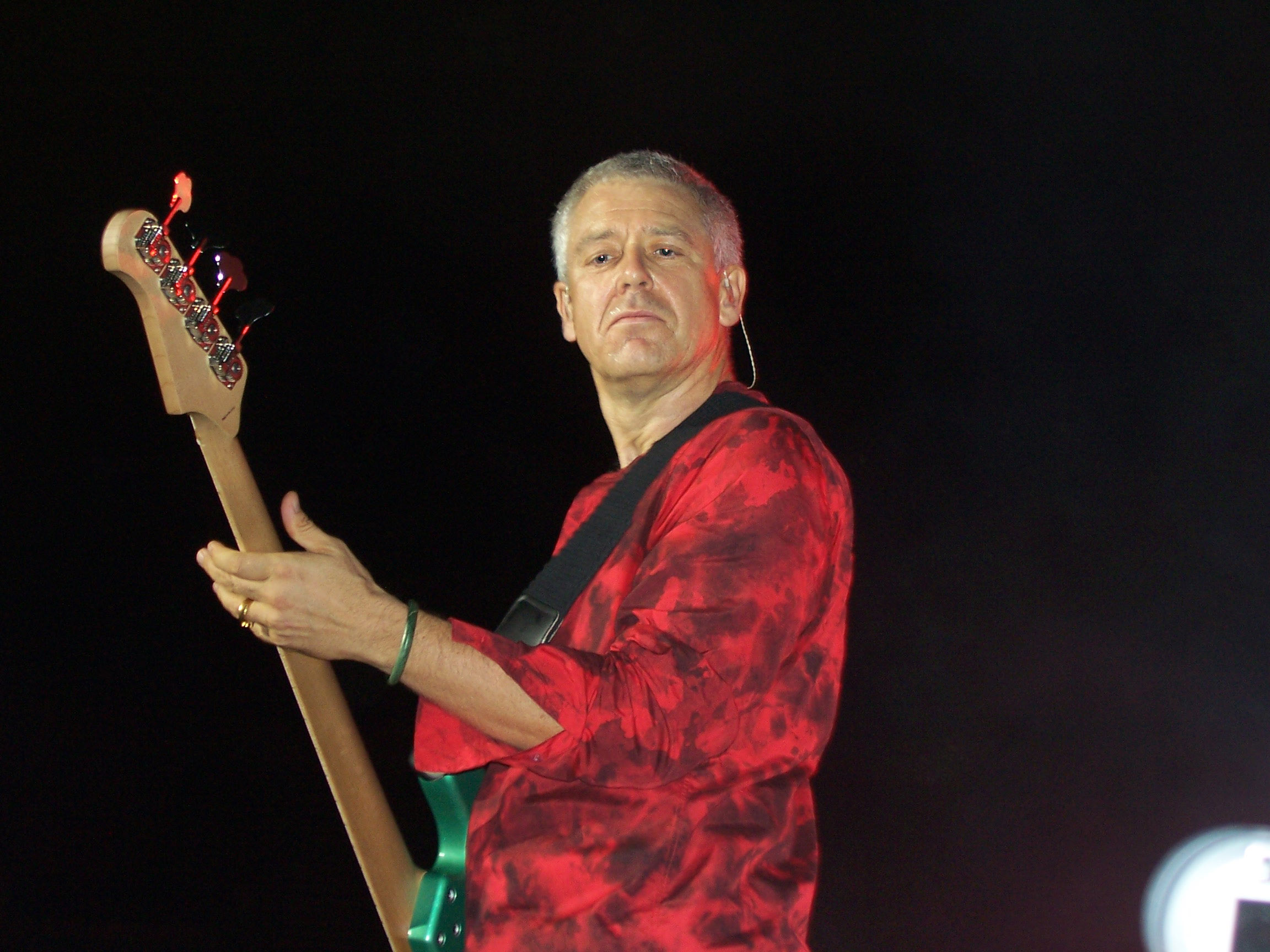
Adam Clayton live nel 2006 in Brasile

### Rimasterizzazione vecchi album
A settembre viene pubblicato il DVD PopMart: Live from Mexico City, rimasterizzazione dell'omonima VHS pubblicata nel 1998.
Ai primi di dicembre viene invece pubblicata una versione speciale e rimasterizzata di The Joshua Tree per festeggiare i 20 anni dall'uscita dell'album originale. Tra le 3 versioni disponibili spicca quella "superdeluxe" contenente 2 CD (con l'intero album e varie lato b, oltre a un DVD con il concerto del 4 luglio 1987 svoltosi a Parigi).
Il 2008 si apre con la band che, a febbraio, pubblica assieme ad altri artisti irlandesi il brano The Ballad of Ronnie Drew, in onore dello stesso Ronnie Drew. Tra i nomi che partecipano all'iniziativa, oltre agli U2 si segnalano anche Robert Hunter dei Grateful Dead, Kila, Christy Moore, Andrea Corr, Moya Brennan, Shane McGowan, Bob Geldof, Damien Dempsey, Gavin Friday, Jerry Fish, Paul Brady, Paddy Casey, Mick Pyro (dei Republic of Loose), Mundy, Chris de Burgh, Ronan Keating, Jack L, Eleanor Shanley, Mary Black, Declan O'Rourke e Mary Coughlan, i The Dubliners e i The Chieftains. Gli incassi di questa iniziativa vengono devoluti alla Irish Cancer Society.
A luglio escono le versioni rimasterizzate dei primi tre album: Boy, October e War, che contengono nelle versioni "deluxe" anche alcuni pezzi inediti e altre rarità.
A settembre escono la versione rimasterizzate di Under a Blood Red Sky, in versione CD, e Live at Red Rocks: Under a Blood Red Sky in versione DVD (il prodotto include anche 5 canzoni che non erano presenti nell'originaria VHS del 1983).
Il 1º dicembre vede invece la luce una reinterpretazione del brano I Believe in Father Christmas di Greg Lake. La canzone viene inserita nell'operazione Red Wire, un magazine digitale musicale a cui aderiscono numerosi artisti per raccogliere fondi da destinare alla battaglia contro l'HIV in Africa.
Il 2009 inizia con l'esibizione al Lincol Memorial di Washington per festeggiare l'insediamento del neo presidente statunitense Barack Obama. Nell'occasione la band suona Pride (In the Name of Love) e City of Blinding Lights. La canzone City of Blinding Lights è legata a Obama poiché è stata usata come sottofondo nella sua campagna elettorale.

### No Line on the Horizone il360º Tour

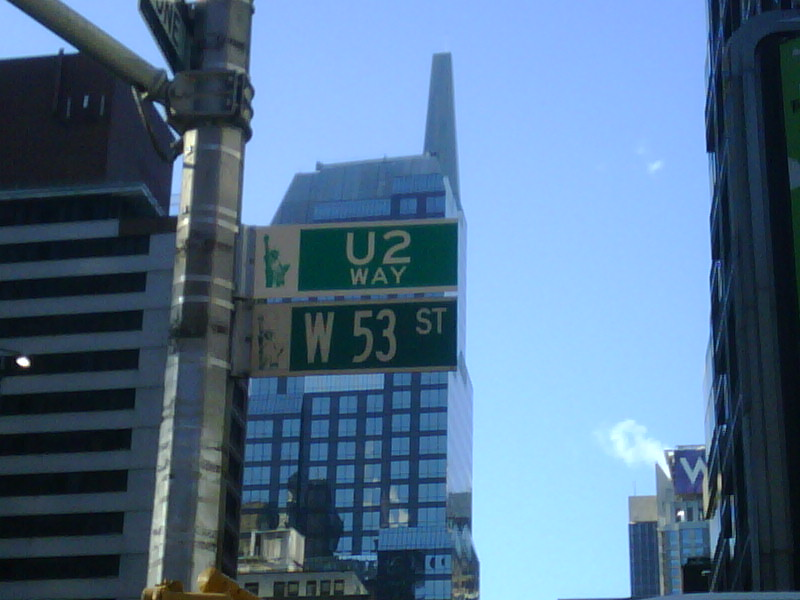
La 53a strada di New York ribattezzata per una settimana "U2 Way" in occasione della promozione di No Line on the Horizon negli Stati Uniti"

Il 27 febbraio vede finalmente la luce il nuovo album No Line on the Horizon, la cui uscita viene anticipata dal primo singolo estratto: Get on Your Boots. La band decide di lanciare il nuovo album a Londra, con una giornata nella quale rilascia interviste televisive e radiofoniche abbinandole a varie esibizioni che culminano poi con un miniconcerto sul tetto della sede della BBC. Il gruppo esegue Magnificent, Get on Your Boots, entrambe provenienti dal nuovo album, poi Vertigo e  Beautiful Day, classici del loro repertorio. A marzo, intanto, viene annunciato il nuovo tour mondiale, chiamato U2 360º Tour con partenza il 30 giugno 2009 da Barcellona.
Bono rilascia nel frattempo un'intervista alla rivista Rolling Stone nella quale ipotizza la possibile uscita, a breve, di un ulteriore album (dal titolo Songs of Ascent), il cui primo singolo si sarebbe intitolato Every Breaking Wave (canzone scartata all'ultimo momento dall'album No Line on the Horizon). La band nello stesso mese di marzo prosegue comunque la promozione del nuovo album spostandosi negli Stati Uniti e partecipando, per cinque sere di fila, al popolare programma televisivo Late Show condotto da David Letterman. Inoltre partecipa anche alla trasmissione Good Morning America, suonando in diretta ben sei canzoni in collegamento dalla Fordham University.
A maggio esce il secondo singolo del nuovo album: Magnificent. Il videoclip di tale canzone è stato girato a Fez, dove la band aveva precedentemente svolto alcune sessioni di registrazione.

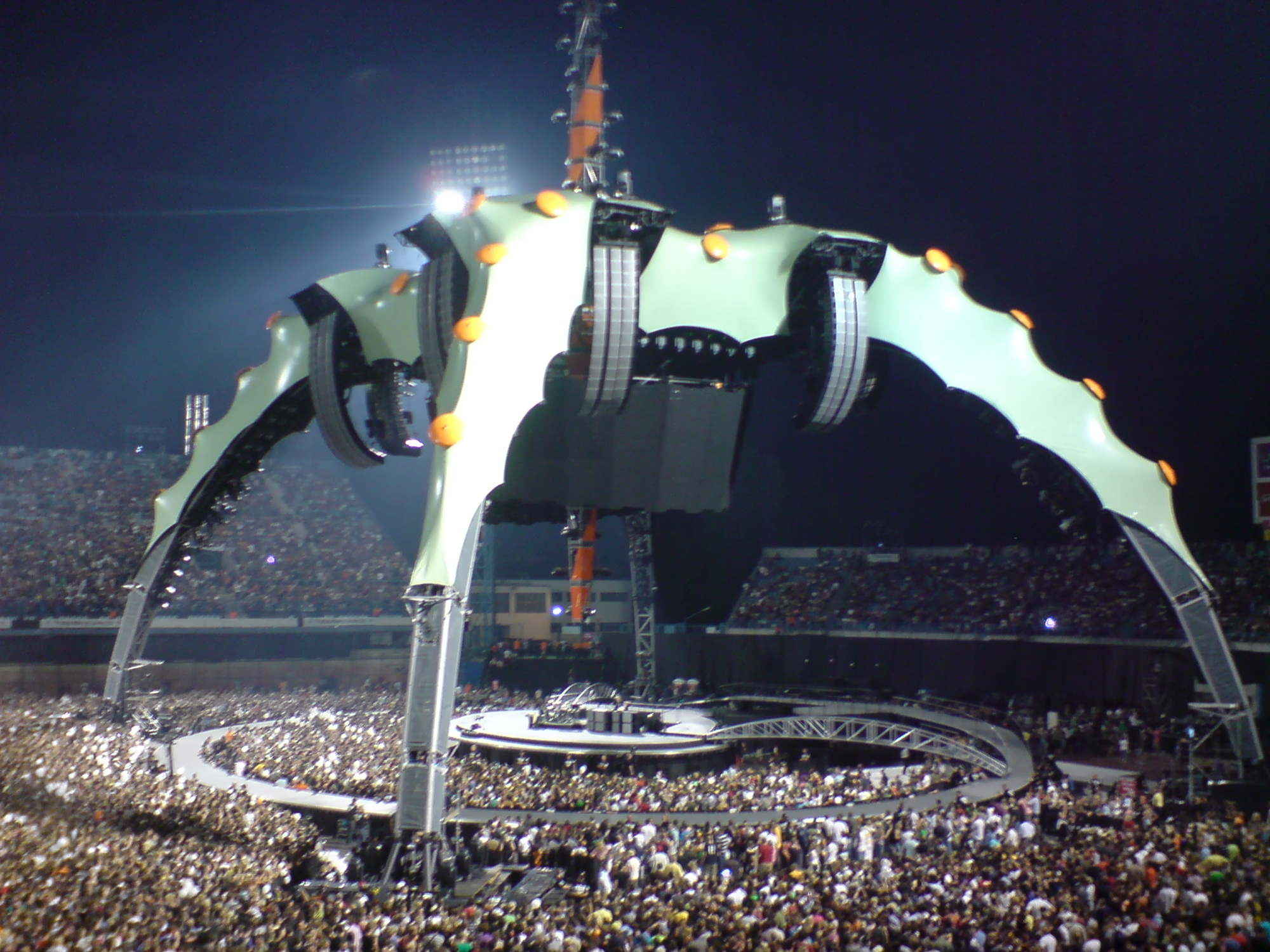
"The Claw", il palco del 360º Tour, nel concerto di Zagabria

A giugno la band si trasferisce a Barcellona per le prove del nuovo tour che debutta nella città catalana il 30 dello stesso mese. Il tour europeo si conclude a Cardiff il 22 agosto, per riprendere poi il 12 settembre, negli Stati Uniti, da Chicago. Nel frattempo esce ancora un nuovo singolo tratto dall'ultimo album: I'll Go Crazy If I Don't Go Crazy Tonight, pubblicato il 7 settembre. I video girati per questo pezzo sono 2: il primo diretto da David O'Reilly, il secondo (in versione live, tratto dai concerti a Barcellona), diretto da Alex Courtes.
Sempre nel mese di settembre, la band annuncia il proprio ritorno in concerto sia in Europa sia nell'America del Nord (nel periodo tra giugno e ottobre 2010) in molte città non toccate dalla prima leg, come Montréal, Miami, Minneapolis, Seattle, Vienna, Siviglia, Coimbra, Helsinki e soprattutto in Paesi mai visitati dalla band, come Russia e Turchia.
Il 23 ottobre è pubblicata in vari formati la versione rimasterizzata di The Unforgettable Fire (in occasione del 25º anniversario dall'uscita dello storico album della band), che contiene tra l'altro due brani inediti dell'epoca, Disappearing Act e Yoshino Blossom. Il 25 ottobre 2009 da Los Angeles è trasmesso su YouTube in diretta mondiale, in streaming gratuito, il penultimo concerto della leg americana del tour, evento inedito per la storia del rock. All'indomani di questo evento sono poi annunciate le nuove date nordamericane, che si terranno tra giugno e luglio 2010. Dopo l'ultima data della prima parte del 360º Tour, gli U2 si sono esibiti il 30 ottobre 2009 al Madison Square Garden di New York per festeggiare i 25 anni della Rock and Roll Hall of Fame, eseguendo 10 brani e duettando anche con Bruce Springsteen, Patti Smith, Mick Jagger e i Black Eyed Peas. Il 5 novembre 2009 invece gli U2 si sono esibiti davanti alla Porta di Brandeburgo a Berlino, nell'ambito degli MTV Europe Music Awards: «Siamo orgogliosi di partecipare all'evento che ricorderà il ventennale della caduta del Muro di Berlino, ci divertiremo», aveva affermato il manager Paul McGuinness al momento dell'annuncio. I quattro irlandesi erano in lizza anche per due premi, cioè Best Live Act e Best rock, uscendo vincitori per il primo. Il 18 novembre Bono è stato premiato per il "2009 Ripple of Hope Awards" grazie ai suoi impegni umanitari. La cerimonia si è tenuta al Chelsea Piers di New York. Il 23 novembre 2009 è stata poi annunciata la partecipazione degli U2 al Festival di Glastonbury, che si è poi svolto il 25 giugno 2010. A fine marzo 2010 è stata annunciata l'uscita del DVD U2 360° at the Rose Bowl, avvenuta poi il 7 giugno.
A maggio, a causa di un serio problema al nervo sciatico, Bono viene sottoposto a un intervento chirurgico d'urgenza in un ospedale di Monaco di Baviera, cui consegue il rinvio di tutta la seconda leg americana del tour posticipata al 2011, la band riprende quindi il 360º Tour con la data di Torino del 6 agosto.
Nell'ottobre di quello stesso 2011 esce un'edizione speciale per il ventesimo anniversario dell'uscita dell'album Achtung Baby tra le versioni disponibili vi è la "Uber deluxe" che contiene 6 CD audio (Achtung Baby, Zooropa e 4 dischi di remix, b-side e tracce inedite) 2 dischi in vinile e 4 DVD (il primo è il documentario From the Sky Down, uscito precedentemente a settembre in DVD singolo e Blu-ray, il secondo contiene vari video musicali e performance dal vivo, il terzo contiene diversi documentari e il quarto è Zoo TV: Live from Sydney, già uscito singolarmente nel 2006).

### Songs of Innocence, i trent'anni diThe Joshua TreeeSongs of Experience
Nel luglio del 2012 la Mercury Records annuncia che il nuovo album degli U2 verrà pubblicato nel 2013. Nel dicembre dello stesso anno, Bono rivela che il nuovo album probabilmente si intitolerà 10 Reasons to Exist. Nel gennaio del 2013, Larry Mullen Jr. annuncia che l'album uscirà a settembre dello stesso anno. A marzo, il tecnico di Adam Clayton, Stuart Morgan, rivela ad una fan che il tour che promuoverà 10 Reasons to Exist partirà nel 2014. Tuttavia la notizia non ha una conferma ufficiale. Lo stesso Adam poi rivela che il produttore del disco sarà Danger Mouse. Viene poi confermato che il nuovo album della band uscirà nei primi mesi del 2014 e conterrà 12 canzoni inedite.
Il 21 novembre 2013 viene pubblicato sulla pagina Facebook ufficiale del gruppo, e successivamente anche su VEVO, il brano Ordinary Love, inciso appositamente per la colonna sonora del film Mandela: Long Walk to Freedom. Il 29 novembre successivo viene pubblicato in formato vinile 10". Il nuovo album verrà annunciato durante il Superbowl 2014.
Il 2 febbraio 2014 esce il singolo Invisible.
Il 9 settembre 2014, a sorpresa, viene reso disponibile gratuitamente su iTunes, fino al 13 ottobre (data in cui è stato poi pubblicato fisicamente), il tredicesimo album in studio Songs of Innocence. Nello stesso giorno, tramite una lettera pubblicata sul sito ufficiale del gruppo, Bono annuncia la lavorazione del quattordicesimo album in studio Songs of Experience.
Il 3 dicembre dello stesso anno viene annunciato l'Innocence + Experience Tour, il quale è partito il 14 maggio 2015 dalla Rogers Arena di Vancouver e si è concluso il 15 novembre dello stesso anno al Palais Omnisports de Paris-Bercy di Parigi. Il 9 dicembre vengono aggiunte ulteriori date al tour.

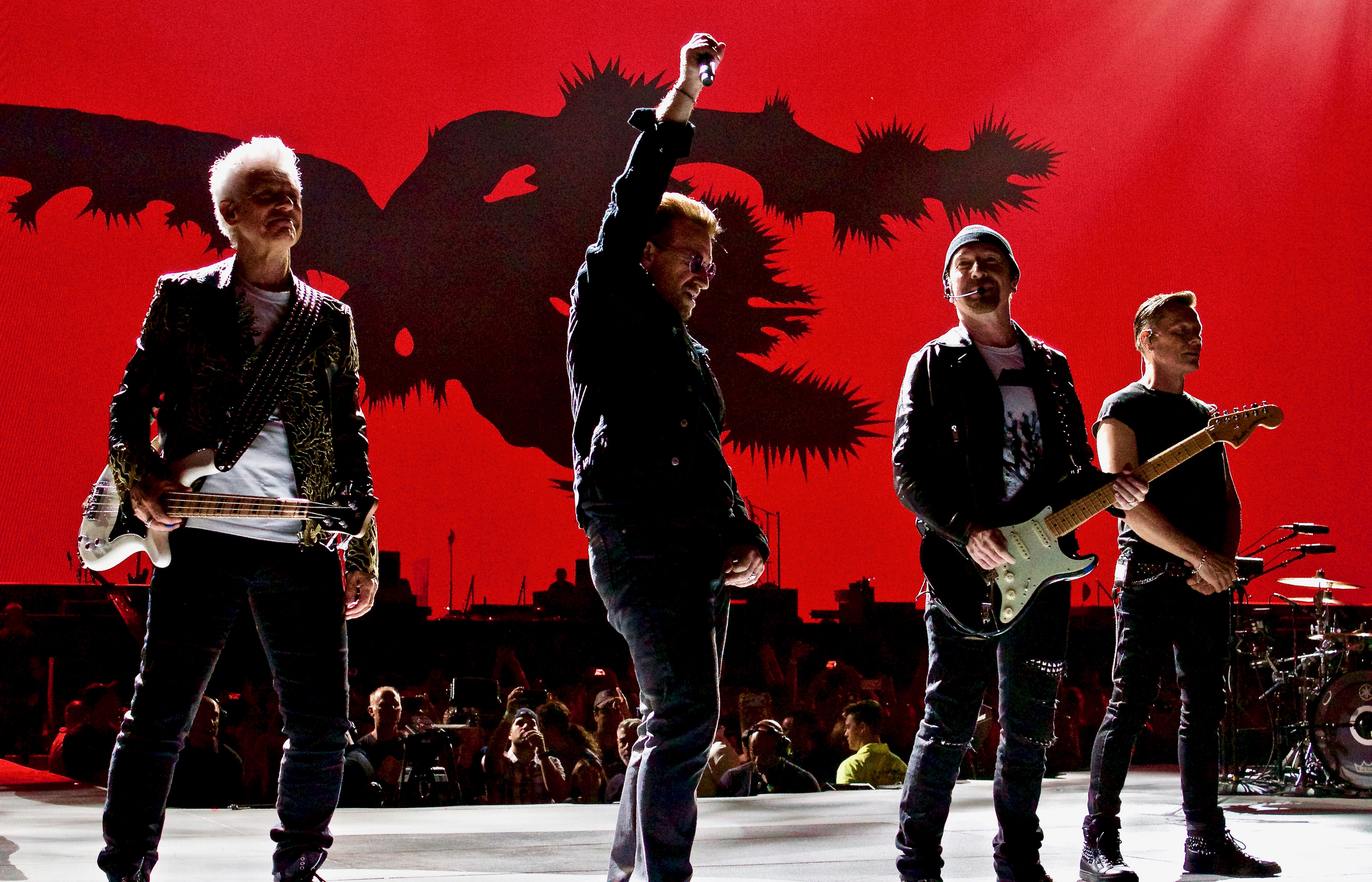
Gli U2 in occasione del Joshua Tree Tour 2017

Nel gennaio del 2017, il gruppo annuncia in un video social che entro la fine dell'anno sarebbe uscito un nuovo album: Songs of Experience. Contestualmente, annuncia anche un tour celebrativo dell'album The Joshua Tree (ricorre infatti il trentennale dello stesso): il The Joshua Tree Tour 2017. Questa nuova serie di concerti in cui, per la prima volta, vengono suonate dal vivo tutte le canzoni dello storico album del 1987, parte ufficialmente a metà maggio da Vancouver (Canada), e attraversa poi le più importanti città americane, prima di terminare il proprio ciclo in Europa (a partire dall'8 e 9 luglio, con Londra, mentre in Italia suonano a Roma, il 15 e il 16 luglio). Nel mese di settembre gli U2 tornano, a grande richiesta, a suonare in America. Prima negli Stati Uniti e poi, a ottobre, nel Centro e nel Sudamerica (dove gli U2 non si esibivano dai tempi del 360º Tour). Nel complesso, il The Joshua Tree Tour 2017 ha contato 51 concerti, con una presenza complessiva di spettatori stimata in 2 713 136 unità, diventando il tour più visto e con maggiori incassi del 2017. Durante la tournée, la band aveva spesso eseguito uno dei brani del successivo album, ovvero The Little Things That Give You Away. Il 30 agosto 2017, la band pubblicò il video di una nuova canzone: The Blackout. La settimana seguente, il gruppo ha presentato il primo singolo di Songs of Experience, You're the Best Thing About Me, uscito il 6 settembre 2017. Il 1º Novembre, invece, è stato pubblicato in streaming un nuovo brano dell'album: Get Out Of Your Own Way. L'album è stato pubblicato il 1º dicembre 2017. Il 2 Maggio 2018, invece, parte da Tulsa l'Experience + Innocence Tour, a supporto proprio di Songs of Experience. Le scalette del nuovo tour sono molto particolari: contengono, infatti, parecchi brani suonati molto raramente o mai proposti live in precedenza, mentre escludono la maggior parte delle hit del gruppo (ad esempio, per la prima volta dal 1987, non viene suonato alcun brano da The Joshua Tree, suonato interamente l'anno prima). Il tour tocca anche l'Italia, con ben 4 date al Mediolanum Forum di Milano.
Il 13 aprile 2019, in occasione del Record Store Day (la giornata mondiale per la salvaguardia dei negozi di dischi), viene pubblicato The Europa EP, un EP contenente tre tracce: la prima registrata durante il concerto del 5 novembre 2018 a Dublino contenente New Year's Day, preceduta dall'intro del tour (una versione strumentale di Love Is All We Have Left) come sottofondo al monologo di Charlie Chaplin nel film Il Grande Dittatore; le altre due sono un remix di New Year's Day e uno di Love Is All We Have Left.
Il 22 Novembre 2019 viene pubblicato un nuovo singolo dal titolo Ahimsa, registrato con il compositore indiano Allah Rakha Rahman.

### Anni 2020:Songs of Surrender(2023-presente)
Il 18 marzo 2020 Bono pubblica, sulla pagina Instagram ufficiale del gruppo, una nuova canzone dal titolo Let your love be known, successivamente cambiata in Sing for life, nella quale suona il pianoforte, scritta in onore dei medici italiani e tutti coloro che in Italia combattono la COVID-19. La canzone è stata tradotta in italiano da Zucchero Fornaciari, che l'ha eseguita per la prima volta live a Piazza del Colosseo in occasione dell'Earth Day il 22 aprile 2020 con il titolo Canta la vita.
Nel 2021 Bono Vox e The Edge collaborano con il disc jockey olandese Martin Garrix per il singolo We Are the People che è divenuto l'inno ufficiale del Campionato europeo di calcio 2020 (disputato nel 2021 a causa della pandemia di COVID-19). Successivamente il gruppo annuncia di essere al lavoro per il nuovo album.
Nel 2023 viene pubblicato Songs of Surrender, che costituisce una riscrittura intima ed acustica di quaranta brani della loro discografia. La differenza di queste versioni con quelle originali è così radicale da farle diventare inedite. E inedito è infatti l'approccio, che mira a rendere nuda la struttura della canzone. I testi stessi vengono a volte modificati, creando un'estensione minimale e sussurrata dell'originale. L'album raggiunge il primo posto in classifica in diversi paesi, tra cui l'Inghilterra.
Il 29 settembre 2023 il gruppo pubblica il singolo inedito Atomic City.

## Guadagni e primati
Secondo una statistica pubblicata dalla rivista Billboard, gli U2 sono stati, fino a poco tempo fa gli artisti che hanno incassato di più, con una stima di circa 1 miliardo di dollari nell'arco di tempo che va dal 2009 al 2019, comprendendo il loro 360ºTour, Innocence and Experience Tour, The Joshua Tree Tour e infine Experience and Innocence Tour. Sono poi l'unica ad aver ottenuto tutti i concerti "sold-out", sempre nello stesso arco di tempo. Dopo ben 10 anni di record mondiale, hanno ceduto, per poco, il trono a Ed Sheeran.
Secondo la lista "Money makers" pubblicata dalla stessa rivista Billboard, gli U2 sono anche la band che nel 2009 ha ottenuto più guadagni tra vendite dell'album e i biglietti dei concerti, solo con il loro 360º Tour hanno incassato oltre 760 milioni di dollari. La band irlandese infatti, con 109 milioni di dollari guadagnati, ha quasi doppiato Bruce Springsteen che si attesta al secondo posto. Anche la relazione annuale del 2010 di Forbes relativa ai guadagni dei musicisti di maggior fama li pone al primo posto, attribuendo loro incassi lordi complessivi per 311 milioni di dollari nel solo 2009.
Il 24 giugno 2011, durante la partecipazione del gruppo al Festival di Glastonbury, Bono è stato accusato di non pagare le tasse in Irlanda. La contestazione è stata firmata dal gruppo «Art Uncut». Nel corso del concerto è apparso tra il pubblico un grande gonfiabile illuminato sul quale si leggeva «U Pay Your Tax 2» (paga le tasse anche tu): la band è stata accusata di aver spostato la residenza fiscale dall'Irlanda ai Paesi Bassi, per beneficiare di alcuni sconti sulle imposte. Pochi giorni dopo il leader Bono ha dichiarato al Britain's Daily Mail: «Sono a favore delle proteste. Ho protestato tutta la vita. Sono contento che abbiano avuto la possibilità di dire la loro. Ma, come accade, stanno protestando su qualcosa di sbagliato». In merito a questa vicenda, anche il manager della band Paul McGuinnes ha difeso il gruppo affermando che «è un'impresa globale e paga le tasse ovunque».

## Album

### Boy
Boy è un album che racconta le tensioni ed i contrasti propri di quella travagliata fase dell'adolescenza.
Gli U2 riescono a mostrare la carica emotiva e la capacità di coinvolgere e comunicare proprie delle loro esibizioni live.
In evidenza sono i brani Out of Control, The Electric Co., An Cat Dubh/Into the Heart, I Will Follow.
Interessante resta infine il confronto con alcune versioni demo da sempre in circolazione nel mercato dei bootleg. Il sospetto che le basi, una volta registrate, siano state fatte girare più veloci in fase di sovraincisione della voce, sembra molto più che fondato.

### October
October, il secondo album, non ha un successo superiore al primo, gli U2 non decollano ancora.
Nella prima traccia, Gloria, Bono canta in latino il ritornello, pregando il Signore che gli possa donare la parola. Proprio l'aspetto religioso è al centro dell'album intero: gli U2 infatti in quel periodo erano in piena crisi mistica. Almeno tre di loro erano entrati a far parte di un gruppo fondamentalista cristiano, gli "shalom". Proprio in questo periodo la band ha rischiato di sciogliersi per via della contraddizioni interne vissute dai suoi membri. The Edge un giorno, proprio nel bel mezzo della creazione dell'album, arrivò a dire a Bono di voler lasciare il gruppo perché in contraddizione con gli "Shalom". Bono inizialmente lo seguì, pensando che senza un componente gli U2 non sarebbero potuti esistere. Poco dopo, però, il chitarrista ci ripensò e per la gioia di Clayton, unico ateo del gruppo, gli U2 superarono questa crisi.

### War

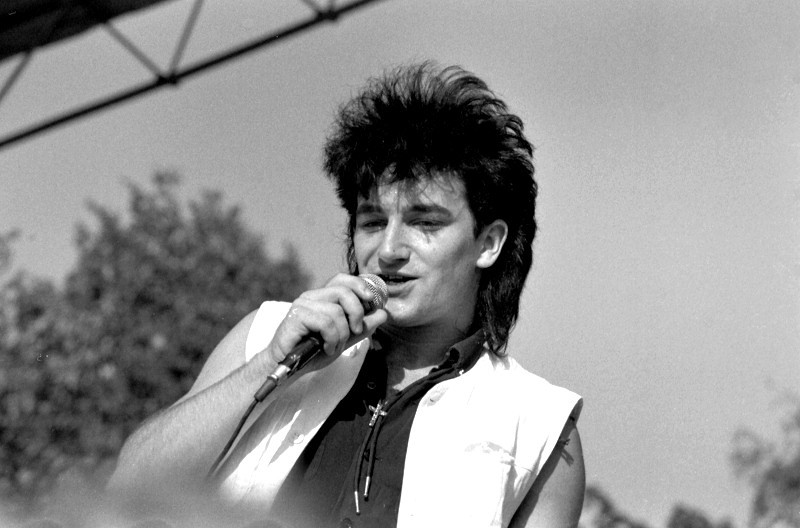
Bono durante un concerto in Norvegia durante il War Tour nel 1983

È facile associare al terzo album del gruppo, War, la canzone di maggior successo Sunday Bloody Sunday. Il brano parla dei fatti accaduti la domenica del 30 gennaio 1972, durante la quale l'esercito britannico apre il fuoco a Derry (Irlanda del Nord) sulla folla radunatasi per una manifestazione pacifica, uccidendo 14 persone e ferendone numerose altre. Durante l'esibizione del 5 giugno 1983 al Red Rocks Amphitheatre, Colorado, Stati Uniti, Bono affermò: 
(Bono Vox)
Il brano non viene pubblicato come singolo (tranne che in Germania), ma è inserito nell'album dal vivo Under a Blood Red Sky, e il video tratto dal concerto è inserito dall'emittente televisiva-musicale MTV tra i migliori video del 1983, facendo così aumentare la notorietà del gruppo irlandese.
Il primo singolo tratto da War è New Year's Day: il testo è ispirato dalla rivolta popolare in Polonia dei primi anni ottanta, quella capitanata dal sindacato indipendente Solidarność. Il 13 dicembre 1981 il primo ministro polacco, il generale Jaruzelski, fece arrestare Lech Wałęsa (il presidente del sindacato) e proclamò la legge marziale, sciogliendo ufficialmente il sindacato. Il brano resta per un lunghissimo periodo al vertice delle classifiche italiane e, sempre per molto tempo, rimane nelle prime 50 posizioni della classifica statunitense.
Alla fine saranno vendute più di 9 milioni di copie.

### The Unforgettable Fire
Generalmente considerato l'album che ha impresso una svolta artistica della band, The Unforgettable Fire esce nell'autunno del 1984.
Le sonorità post-punk dei primi album sono quasi definitivamente abbandonate a favore di suoni sperimentali, complice la produzione e l'influenza artistica di Brian Eno, fautore della "strategie oblique" ed ex componente dei Roxy Music.
L'album è un tributo a Martin Luther King e in suo onore è stata composta la canzone Pride (In the Name of Love) che è anche la seconda canzone del gruppo irlandese a raggiungere la "top 5" in Gran Bretagna e la "top 50" della classifica degli Stati Uniti. È altresì un omaggio a Elvis Presley e alla sua rivoluzione musicale.
Fra gli altri brani di questo album sono da citare The Unforgettable Fire, A Sort of Homecoming e Bad.
La rivista statunitense Rolling Stone nomina gli U2 il "gruppo degli anni ottanta".
Alla fine saranno vendute più di 10 milioni di copie.

### Live Aid
Per promuovere la causa della lotta alla povertà in Africa, nel dicembre del 1984, viene pubblicato il singolo Do They Know It's Christmas? eseguito dalle più note rock star del momento Band Aid. Per gli U2 partecipano a questa iniziativa Bono e Adam.
Il 13 luglio 1985, nello stadio londinese di Wembley, il gruppo partecipa al Live Aid: il concerto-evento organizzato per raccogliere fondi per la carestia in Etiopia. Il concerto è stato seguito da più di 1 miliardo di persone nel mondo. Gli U2, invitati in extremis all'evento, eseguono un mini-concerto di 20 minuti (il tempo assegnato dall'organizzazione a ciascun artista) suonando prima Sunday Bloody Sunday e poi eseguendo una struggente e lunghissima versione (ben 12 minuti) di Bad. Quest'ultima performance, peraltro, passa alla storia per l'iniziativa di Bono che, rompendo ogni protocollo previsto dal rigido servizio di sicurezza, scende dal palco - in mezzo alla folla - per poi risalirvi abbracciando e ballando affettuosamente con una ragazza prelevata tra il pubblico.
Fra i numerosi gruppi e artisti presenti al concerto vi furono i Queen, Paul McCartney, i Black Sabbath, gli Status Quo, i Cream, i Blind Faith, Santana e gli stessi U2.
Nel 1986, gli U2 eseguirono un tour negli Stati Uniti d'America a favore di Amnesty International, devolvendo tutti gli incassi in beneficenza.

### The Joshua Tree
Nel 1987 gli U2 pubblicano The Joshua Tree. In riferimento a tale album Bono dichiarerà come:
(Bono Vox)
L'album, appena uscito, balza subito al top delle classifiche inglesi e, in breve tempo, assurge a popolarità assoluta, divenendo uno dei simboli musicali degli anni ottanta.
I principali singoli di questo album, With or Without You, I Still Haven't Found What I'm Looking For e Where the Streets Have No Name troneggiano per settimane al vertice delle classifiche inglesi e statunitensi dei singoli.
The Joshua Tree ha venduto nel mondo, a tutto il 2009, 28,5 milioni di copie dei quali più di 10 milioni negli Stati Uniti (certificazione RIAA di disco di diamante). Gli U2 diventano anche il quarto gruppo musicale ad apparire nella copertina di Time Magazine (prima di loro i Beatles, la Band e gli Who) e il Joshua Tree Tour fa registrare un tutto esaurito in ogni parte del mondo. Forse questo album rappresenta l'apice musicale del gruppo, Bono ha infatti dichiarato che non arriverà mai più con la voce dove arrivava ai tempi di The Joshua Tree, non per l'età ma perché per colpa del fumo ha perso la capacità di raggiungere il registro alto.

### Rattle and Hum
Il sesto album del gruppo è composto da canzoni live del periodo del Joshua Tree Tour e di canzoni inedite del 1988. È un album registrato per la maggior parte delle canzoni negli Stati Uniti. Assieme all'album uscì anche il film omonimo in cui gli U2 stessi si raccontano attraverso immagini dal vivo del Joshua Tree Tour e scene all'interno degli studi di registrazione dei pezzi inediti contenuti nell'album. Secondo alcune indiscrezioni pare invece che gli inediti dovessero far parte di Joshua Tree (che doveva essere prodotto come un doppio album), ma vennero scartati.
Alla fine saranno vendute più di 14 milioni di copie.

### Achtung Baby
Questo album esce quattro anni dopo l'ultimo LP in Studio e dopo tre anni da Rattle and Hum.
Gli anni novanta denotano una riduzione delle prolificità artistica della band con soli 3 album (contro i 6 degli anni '80).
L'album è imposto con un timbro diverso rispetto a canzoni che avevano fino a quel punto fatto la storia della band, come Pride, New Year's Day, Sunday Bloody Sunday. Le chitarre non sono più scintillanti come negli anni ottanta, il loro suono ora è più sporco. I testi sono quasi criptici. Anche Bono cambia modo di cantare filtrando la voce con l'elettronica (Zoo Station), introducendo falsetti (The Fly) e inedite parti basse (Until the End of the World). Sono presenti contaminazioni elettroniche ad opera di Brian Eno. Quest'ultimo e Daniel Lanois sono i produttori dell'album.
Achtung Baby, a tutt'oggi, è considerato come uno dei migliori album della storia degli U2. Questi aprono un nuovo ciclo che si potrà considerare concluso, sei anni dopo, con l'album Pop.
Lo ZooTV Tour, organizzato in seguito all'uscita del disco, si rivelò un successo.
Achtung Baby ha venduto nel mondo, a tutto il 2009, più di 18 milioni di copie dei quali 8 negli Stati Uniti (certificazione RIAA di otto dischi di platino).

### Zooropa
Questo album uscì in Europa nel luglio 1993, mentre gli U2 erano ancora impegnati con il ZooTv Tour. L'album sviluppa ulteriormente alcune idee estetiche del precedente disco Achtung Baby grazie anche allo stile OM di Eno, alla produzione.
L'estetica dei primi U2, già allontanatasi con Achtung Baby, sparisce proprio dall'orizzonte. Il singolo è la quasi robotica Numb, cantata da The Edge e poi, a seguire, Lemon che sembra uscita da More Songs About Buildings and Food (1978, Talking Heads). La title track è eterea e affascinante. Si chiude il disco con The Wanderer con alla voce Johnny Cash. Altre canzoni degne di nota sono Daddy's Gonna Pay for Your Crashed Cars, Stay (Faraway, So Close!) – inserita nella colonna sonora dell'omonimo film di Wim Wenders – e Dirty Day. L'album adesso conta più di 8000000 di vendite.

### Passengers - Original Soundtrack 1
Questo album nasce da un progetto degli U2 del 1995 con la collaborazione di Brian Eno. L'album, uscito con lo pseudonimo di "Passengers" invece che U2, vede come artisti gli U2 più il loro produttore Brian Eno. La casa discografica infatti decise di non pubblicare l'album con il nome U2 perché le canzoni contenute all'interno erano troppo distanti musicalmente dallo stile del complesso irlandese.
Il progetto comprende una serie di canzoni per ipotetici film e alcuni capolavori come Miss Sarajevo cantata assieme a Luciano Pavarotti.

### Pop
Dopo aver inaugurato con Achtung Baby il nuovo corso, gli U2 modificano nuovamente il loro stile con Pop.
Discothèque, la prima traccia dell'album, inizia con un riff di The Edge, mentre Mofo è uno degli esperimenti più estremi ed interessanti della loro carriera che strizza l'occhio alla musica quasi-rave. Un disco che esce proprio dopo l'esperienza elettronica dei Passengers e di cui sente una forte influenza. L'album è prodotto in larga parte da Howie B., noto produttore che viene dalla scena trip hop.

### All That You Can't Leave Behind

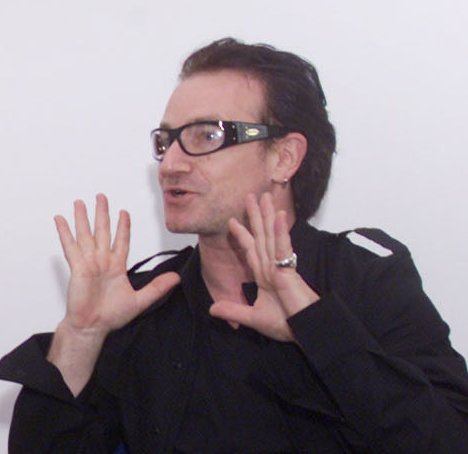
Il cantante degli U2 Bono

Dopo tre anni di attesa esce il nuovo album All That You Can't Leave Behind. Lanciato dalle testate di tutto il mondo come l'album del "ritorno alle origini" e definito dallo stesso Bono un album con "titanium soul" (un'anima al titanio). Il disco, con più di 12 milioni di copie, è tra i più venduti della loro carriera (dopo The Joshua Tree, Achtung Baby e di poco Rattle and Hum), grazie soprattutto al ritrovato successo in America (dove Pop non era stato apprezzato).

### How to Dismantle an Atomic Bomb
Gli U2 avevano compiuto un autentico ritorno alla semplicità del loro passato con il precedente album, ma la veste dei brani era senz'altro pop. Non era più uscito un album essenzialmente rock dai tempi di Achtung Baby, datato 1991.
Il tour che è seguito alla pubblicazione dell'album (il Vertigo Tour) ha in ogni caso spazzato via ogni dubbio sulle rinnovate capacità artistiche e mediatiche della band irlandese: a dimostrarlo i "tutto esaurito" di stadi e palazzetti prima in America, poi in Europa, Oceania, Asia e Sud America. L'album ad oggi ha venduto 10 milioni di copie in tutto il mondo. Nonostante le imponenti vendite commerciali, nel decennio gli U2 hanno perso in buona parte la loro capacità di influenzare le altre band. Gli album degli anni 2000 hanno questa prerogativa comune: buoni successi commerciali ma minore influenza sulla scena rock.

### No Line on the Horizon
È l'ultimo album degli anni 2000, solo il terzo in 10 anni; ha ottenuto un discreto successo di vendite: circa 5 000 000 di copie sono state vendute entro giugno 2009.
Il 27 febbraio 2009 in Europa, il 2 marzo in Gran Bretagna e il 3 marzo negli Stati Uniti è uscito il dodicesimo album della band. No Line on the Horizon è stato registrato a Fez, Dublino, New York, Londra. L'album è anticipato dal singolo Get on Your Boots uscito in Irlanda il 15 febbraio 2009. Lo stesso giorno dell'uscita dell'album in Europa, gli U2 si sono esibiti a sorpresa sopra il tetto della BBC, a Londra. Chiaro il loro intento di emulare il celebre concerto che i Beatles tennero a sorpresa sul tetto dell'allora Apple, sempre a Londra, il 30 gennaio 1969. La copertina di No Line on the Horizon è una fotografia dell'artista giapponese Hiroshi Sugimoto e ha contribuito ad ispirare la scrittura dei testi delle canzoni. La versione Deluxe dell'album contiene inoltre Linear, un film diretto da Anton Corbijn: si tratta di un supporto visivo per le musiche degli U2. No Line on the Horizon raggiunge il primo posto in molti paesi, tra cui l'Inghilterra e gli Stati Uniti.
L'album è accompagnato dal 360º Tour che è partito dal Camp Nou di Barcellona il 30 giugno 2009.

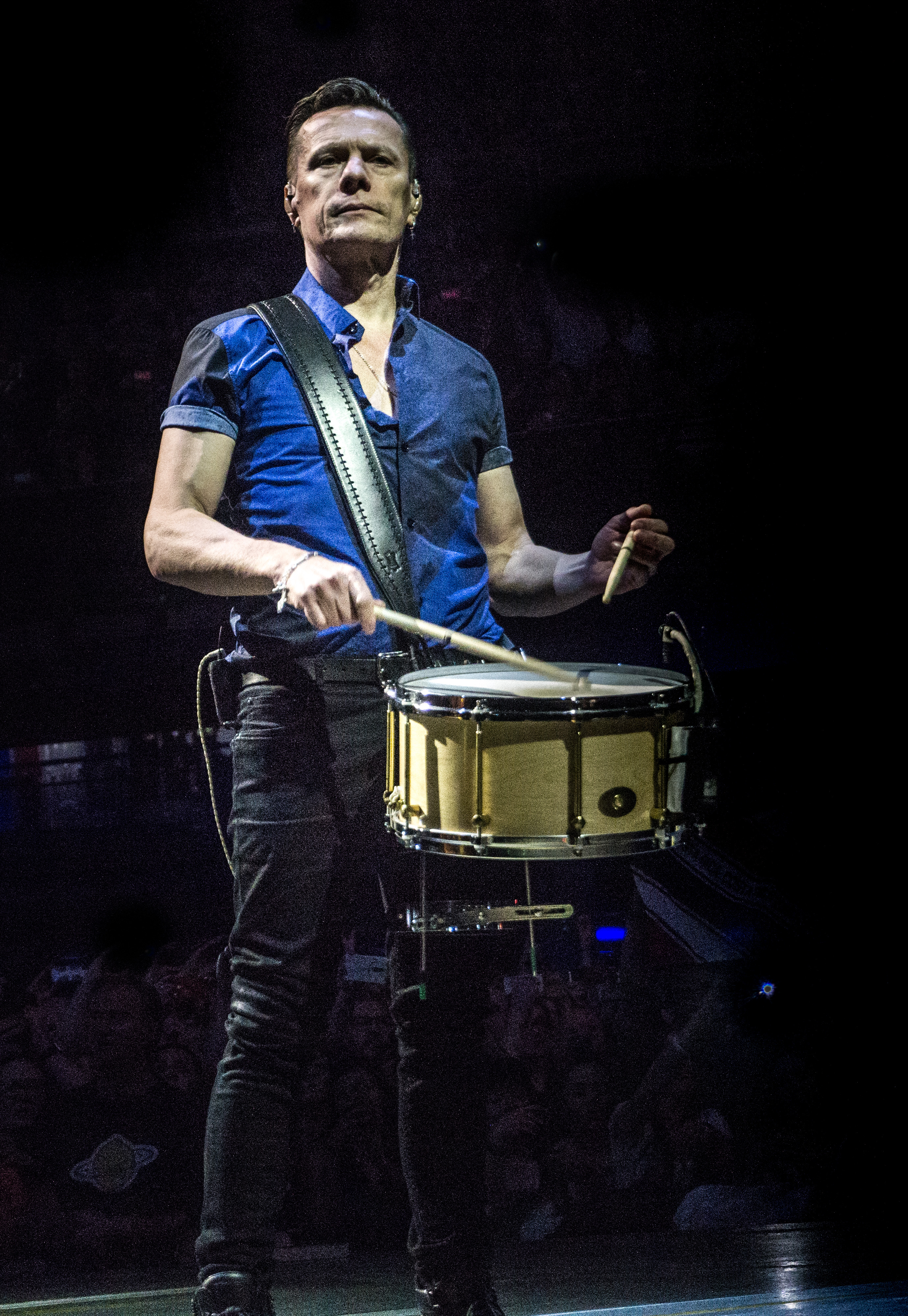
Larry Mullen

### Songs of Innocence
Il 9 settembre 2014 la band è ospite della Apple a Cupertino, per la presentazione dell'iPhone 6 e dell'Apple Watch. Gli U2 eseguono una nuova canzone, The Miracle (of Joey Ramone), che è inserita nell'album Songs of Innocence. L'album è stato pubblicato qualche minuto dopo su iTunes e disponibile su ogni dispositivo Apple gratuitamente. Con questa mossa il gruppo intendeva superare ogni record di distribuzione di un album, sfruttando i 500 milioni di clienti di iTunes e così è stato, l'album è stato ascoltato da più di 90 milioni di persone, tra cui 36 milioni l'hanno scaricato. Nel settembre dello stesso anno, conquistano per la seconda volta la copertina della prestigiosa rivista Time. Fino a ora l'album ha venduto in CD un discreto numero di copie: circa 1,5 milioni.

### Songs of Experience
Il 13 ottobre 2014 (data in cui è stato pubblicato l'album Songs of Innocence) Bono annuncia l'inizio della registrazione del quattordicesimo album, oltre che il titolo dell'album Songs of Experience. Nel gennaio 2017 viene confermata l'uscita del nuovo album entro la fine dell'anno; il 30 agosto il gruppo pubblica il video di una nuova canzone, The Blackout che verrà inserita nel nuovo album; sette giorni più tardi esce il primo singolo che anticipa l'uscita dell'album ovvero You're the Best Thing About Me, pubblicata il 6 settembre. Il 1º novembre viene pubblicato, solo su Spotify, il secondo singolo dell'album, Get Out of Your Own Way mentre il 17 novembre il gruppo ha reso disponibile l'ascolto del brano inedito American Soul. L'album è disponibile nei negozi a partire dal 1º dicembre 2017 ed è pubblicato nei formati CD (standard e deluxe) e vinile (doppio e triplo). Il 23 aprile 2018 esce il singolo Love Is Bigger Than Anything in Its Way.

### Songs of Surrender
Il 17 marzo 2023 la band pubblica l'album Songs of Surrender.L'album ripropone, in versione acustica, brani musicali già pubblicati in precedenza. Questa reinterpretazione va a modificare, in certi casi, alcuni elementi del testo e della parte strumentale.

## I testi musicali
(Bono Vox)
Nei primi album, gli U2 parlano sovente di disagi adolescenziali. In particolare, nel primo album, con A Day Without Me canzone ispirata dal suicidio di Ian Curtis dei Joy Division e con Out of Control, in cui si descrive la rabbia del cambiamento dall'età dell'innocenza all'età adulta. Sempre in questi primi album il tema della scomparsa della madre, morta quando Bono aveva 13 anni, porta a esplorare il dramma della perdita di una persona cara nei brani I Will Follow e Tomorrow. Si nota in questa canzone una prima parte in cui viene descritto il giorno del suo funerale, per poi concludere con una preghiera di speranza. Il tema del ricordo della madre prematuramente deceduta è stato poi ripreso dallo stesso Bono in Lemon nel 1993 e in Mofo nel 1997. Infine nell'album How to Dismante an Atomic Bomb con i brani Sometimes You Can't Make It On Your Own e One Step Closer il cantante commemora il proprio padre ormai defunto.
Si può notare come uno dei temi più ricorrenti nei testi degli U2 sia la religiosità: in particolare il rapporto con Dio. Gloria, prima canzone a spingersi su questo tema, è un inno alla fede: «Io provo a parlare più forte, ma solo in Te io sono completo». Un brano che va totalmente a confondersi con una preghiera risulta essere 40, in cui Bono riporta integralmente parte dell'omonimo Salmo. Altri brani che si caratterizzano per avere un richiamo religioso sono Until the End of the World, Pride (In the Name of Love), I Still Haven't Found What I'm Looking For, The First Time, Yahweh e Mofo, If God Will Send His Angels, Bullet the Blue Sky. Lo stesso Bono, ha dichiarato come tragga ispirazione dalla Bibbia nello scrivere i testi delle canzoni.
Ulteriore tema ricorrente nei testi di questo gruppo è la politica. La questione irlandese è trattata sia nella celeberrima Sunday Bloody Sunday che in North and South of the River, Please. Riguardo ai problemi di politica internazionale, gli U2 esprimono, attraverso la canzone Silver and Gold, il loro disaccordo contro la politica dell'apartheid tenuta dal Sudafrica, mentre con Walk On appoggiano Aung San Suu Kyi nella sua lotta per ottenere libere elezioni in Birmania.
L'amore, tema che ha sempre impegnato la musica, è toccato da questo gruppo in numerosi brani. Tra i più celebri: I Will Follow, With or Without You, When Love Comes to Town, One, Slow Dancing, Mysterious Ways.

## Stile musicale
(Bruce Springsteen, 15 marzo 2012)
Fra le formazioni più innovative e importanti degli ultimi decenni, gli U2 si sono attenuti a un registro rock che ha risentito vari mutamenti stilistici lungo la loro carriera. Si caratterizzano per il registro enfatico che rinnova le tonalità della chitarra: strumento anche usato per creare vasti paesaggi sonori. Risentono inoltre della lezione dell'hard rock, da cui riprendono i ritmi, e del post punk. Tra gli artisti a cui si ispirano vi furono gli Who, i Clash i Ramones i Beatles i Buzzcocks, i Siouxsie and the Banshees, i Joy Division, e The Stranglers.
Agli esordi gli U2 erano soliti eseguire pezzi dei Ramones. Infatti, durante gli Mtv Awards 2001, Bono dichiarò: «Without the Ramones many bands have never got started, certainly us» («Senza i Ramones molte band non sarebbero mai nate, [tra queste] sicuramente noi»). Nel secondo disco del bootleg Rock's Hottest Ticket, alla fine della canzone With or Without You Bono canta il verso più famoso di Ian Curtis dei Joy Division: "Love will tear us apart" rendendo omaggio così al famoso cantante. Sono anche correlati al post-punk, e classificati con varie sfumature di musica rock quali quello alternativo, il dance rock, e il rock 'n' roll.

## Formazione

### Formazione attuale
- Bono – voce, chitarra, armonica a bocca (1976-presente)
- The Edge – chitarra, pianoforte, tastiera, voce, sintetizzatore, cori (1976-presente)
- Adam Clayton – basso (1976-presente)
- Larry Mullen Jr. – batteria, percussioni (1976-presente)

### Turnisti
- Terry Lawless – tastiera (2001-presente)
- Bram van den Berg – batteria, percussioni (2023-presente)

### Ex componenti
- Dick Evans – chitarra (1976-1978)
- Ivan McCormick – chitarra (1976)
- Peter Martin (1976)

## Discografia
- 1980 – Boy
- 1981 – October
- 1983 – War
- 1984 – The Unforgettable Fire
- 1987 – The Joshua Tree
- 1988 – Rattle and Hum (studio & live)
- 1991 – Achtung Baby
- 1993 – Zooropa
- 1997 – Pop
- 2000 – All That You Can't Leave Behind
- 2004 – How to Dismantle an Atomic Bomb
- 2009 – No Line on the Horizon
- 2014 – Songs of Innocence
- 2017 – Songs of Experience
- 2023 – Songs of Surrender

## Videografia

### Dal vivo
- 1984 – U2 Live at Red Rocks: "Under a Blood Red Sky", regia di Gavin Taylor
- 1988 – Rattle and Hum, regia di Phil Joanou
- 1994 – Zoo TV: Live from Sydney, regia di David Mallet
- 1998 – PopMart: Live from Mexico City, regia di David Mallet
- 2001 – Elevation 2001: U2 Live from Boston, regia di Hamish Hamilton
- 2003 – U2 Go Home - Live from Slane Castle Ireland, regia di Hamish Hamilton
- 2005 – Vertigo 2005//U2 Live from Chicago, regia di Hamish Hamilton
- 2006 – Vertigo 05//Live from Milan, regia di Hamish Hamilton
- 2007 – Live from Paris, regia di Gavin Taylor
- 2008 – U2 3D, regia di Catherine Owens e Mark Pellington
- 2011 – U2360° at the Rose Bowl, regia di Tom Krueger
- 2016 – U2 Innocence + Experience Live in Paris, regia di Hamish Hamilton

### Raccolte
- 1985 – The Unforgettable Fire Collection
- 1992 – Achtung Baby The Videos, the Cameos, and a Whole Lot of Interference from Zoo TV
- 1998 – The Best of 1980-1990
- 2002 – The Best of 1990-2000
- 2006 – U218 Videos

### Documentari
- 1988 – Rattle and Hum, regia di Phil Joanu
- 2008 – Classic Albums: U2 - The Joshua Tree, regia di Philip King e Nuala O'Connor
- 2009 – Linear, regia di Anton Corbijn
- 2011 – From the Sky Down, regia di Davis Guggenheim

## Tour
- 1976-1979 – Irish Tour
- 1979 – Irish + London Tour
- 1979-1980 – U2-3 Tour
- 1980 – 11 O'Clock Tick Tock Tour
- 1980-1981 – Boy Tour
- 1981-1982 – October Tour
- 1982-1983 – War Tour
- 1984-1985 – The Unforgettable Fire Tour
- 1986 – A Conspiracy of Hope
- 1987 – The Joshua Tree Tour
- 1989-1990 – LoveTown Tour
- 1992-1993 – ZooTV Tour
- 1997-1998 – PopMart Tour
- 2001 – Elevation Tour
- 2005-2006 – Vertigo Tour
- 2009-2010-2011 – U2 360º Tour
- 2015 – Innocence + Experience Tour
- 2017 – The Joshua Tree Tour 2017
- 2018 – Experience + Innocence Tour
- 2019 – The Joshua Tree Tour 2019
- 2023–2024 – U2:UV Achtung Baby Live at Sphere

## Riconoscimenti
- Rolling Stone – "100 Greatest Artists of All Time" (22º posto)
- VH1 – "100 Greatest Artists of All Time" (19º posto)
- Q – "50 Bands That Changed The World!"
- Q – "50 Bands You Must See Before You Die" (42º posto)
- Q – "50 Greatest Bands of All Time" (4º posto)
- Spin – "50 Greatest Bands of All Time" (13º posto)
- Rock and Roll Hall of Fame (2005)
- UK Music Hall of Fame (2004)

## Grattacielo U2 e museo
Il grattacielo più alto di Dublino è stato ribattezzato "U2 Tower". Il progetto, cofinanziato dalla band, insieme al consorzio "Geranger Ltd" sorge nelle Docklands, l'ex area portuale di Dublino. Il costo si aggira intorno ai 200 milioni di euro. Nei piani alti sorge lo studio di registrazione della band. Il progetto è nato dalle mani del celebre architetto britannico Norman Foster.
È allo studio un progetto del milionario di Dublino Harry Crosbie, per un museo come quello dei Beatles Story di Liverpool.

## Altri media
- Nel 1998 gli U2 apparvero in una puntata de I Simpson chiamata Spazzatura fra i titani. In questo episodio Homer Simpson ruba, per errore, la scena al gruppo durante un loro concerto del PopMart Tour.
- Il chitarrista del gruppo The Edge è uno dei tre protagonisti del film It Might Get Loud, insieme a Jimmy Page dei Led Zeppelin e Jack White dei White Stripes e dei The Raconteurs: i tre chitarristi si raccontano e suonano insieme mettendo a confronto tre generazioni e stili musicali completamente differenti.
- Gli U2 sono citati nel libro Killing Bono: I Was Bono's Doppelgänger e nel film tratto dalla stessa opera, Killing Bono, dove si racconta la storia vera di Neil e Ivan McCormick, musicisti desiderosi di costruirsi una carriera e offuscati dall'allora astro nascente degli U2.
- Per pubblicizzare la tappa a Milano del loro tour 2009, fecero un video ad un artista di strada che nel video dice di chiamarsi Peppino Casorio (soprannome di Giuseppe Casorio conosciuto anche come Peppino street art) che cantava le loro canzoni. Il video fu inserito all'interno del DVD del tour e pubblicato su YouTube col titolo "U2.com welcome to Milano" riscuotendo un discreto successo.
- Il brano Vertigo è stato usato per la sigla iniziale della quinta ed ultima stagione di Last Cop - L'ultimo sbirro.